# 貴船まつり
貴船まつり（きぶねまつり）は、神奈川県足柄下郡真鶴町の貴船神社の例大祭で、華やかな花飾りや吹き流しで飾られた小早船と神輿船などが櫂伝馬に曳かれて海上渡御する船祭り。毎年7月の最終土曜日及びその前日、真鶴港及び真鶴町内各所を舞台に行われる。昭和33年（1958年）に神奈川県指定無形文化財に、昭和51年（1976年）に神奈川県指定無形民俗文化財に、平成8年（1996年）に重要無形民俗文化財に指定（指定名称：貴船神社の船祭り）。広島県廿日市市宮島町の厳島神社で実施される管絃祭、宮城県塩竈市の鹽竈神社・志波彦神社で実施される塩竈みなと祭とあわせ、日本三大船祭りとされている。

## 概要
この行事は、華やかな花飾りや吹き流しで飾られた小早船と神輿船などが櫂伝馬に曳かれて海上渡御する行事である。
祭一日目（宵宮）の朝、華やかな花飾りや吹き流しで飾られた小早船と神輿船などが櫂伝馬に曳かれて、仮殿前の浜から社前の浜まで海上を神迎えに行く。途中、櫂伝馬の競漕も行われる。神社では祭式の後、社前で鹿島踊りが奉納されると、神輿が船に移されて神職・鹿島踊り・氏子総代らの一行が乗船し、仮殿へ海上渡御する。この時、港内を巡りながら小早船では男性により古風な旋律と詞章の御船歌がうたわれ、囃子船では笛や太鼓の囃子が奏でられる。仮殿に神輿を移すと鹿島踊りが奉納され式典が済むと、町内に花山車の一行が繰り出す。
祭二日目（当日）は神輿の町内巡行が行われ、前日に引き続き花山車の一行が一日中町内を巡る。夕方、仮殿から神輿が再び神輿船に乗せられ、たくさんの提灯を灯した小早船などに伴走されつつ、神社へ還御する。社前で納めの鹿島踊りがあり、壮麗な船祭りが終了する。
この行事を担うのは、2艘の小早船・2艘の櫂伝馬・2艘の囃子船および神輿船1艘である。
海上渡御にあたり、2艘の櫂伝馬が神輿船・小早船2艘・囃子船2艘を曳航する。花漕ぎともいい、八丁の櫂で漕ぎ、舳先に角樽・棕櫚・五色布の飾りをつける。櫂伝馬を漕ぐのは、かつては石船連中の役目だった。真鶴では安山岩系の良質な石材が産出し、この石材の運送にたずさわってきたのが石船の屈強の若者たちであった。神社に近づくとこの2艘の櫂伝馬による競漕が行われる。
神輿船は、宵宮に海上を神社へ神輿を迎えに行き、神官・氏子総代・氏子関係者等を乗せて、御旅所の仮殿へ奉安し、再び本宮へ帰還する。
社前など要所要所で奉納される鹿島踊りは、漁民の青年たちによって奉仕されてきた芸能だが、太鼓・鉦・日月の採り物など主要な役回り以外は、今日では中学生によって担われている。神社・御旅所・神幸中の要所などで踊られる。
なお、陸上の行事に登場する花山車は、18cm角の柱の上部に造花を飾りたてた高さ3mほどの万灯である。重さは60kg以上もあり、これを腕の力だけで振り回すので、腕力に相当の自信のある者しかこなせない。
貴船まつりは、漁業・石材業・回漕業など船に密接なかかわりをもつ真鶴の人びとが豊漁や海上安全などの願いを込めて展開してきた祭りであり、日本各地に伝えられる船祭りのうち、関東地方に伝承される典型的なものとして重要である。

## 歴史
- 寛平元年（889年） － 三ツ石（真鶴岬）の沖に現れた木像12体と書状を社家平井家の祖先の平井翁が発見し、社殿を建てて村の鎮守とし、貴宮（きのみや）大明神と称した伝えられる。[3]

- 寛文12年（1678年） － 『相州西部西筋真鶴村書上ヶ帳』（五味家文書）によると、当時から真鶴港においては、祭の起こりと言える船中祈祷が行われていたとの記述がみられる。[4]

- 弘化2年（1845年） － 西小早船（貴宮丸）建造。[5]

- 明治元年（1868年） － 貴宮大明神を貴船神社に改称。[6]

- 明治6年（1873年）7月 － 貴船神社が郷社に定められる。[7]

- 昭和33年（1958年）11月28日 － 神奈川県指定無形文化財に指定。[8]

- 昭和51年（1976年）10月19日 － 神奈川県指定無形民俗文化財に指定。[9]

- 昭和52年（1977年） － かながわの民俗芸能50選に選定。[10]

- 昭和57年（1982年） － かながわのまつり50選に選定。[11]

- 平成8年（1996年）12月20日 － 重要無形民俗文化財に指定。[12]

- 平成13年（2001年）3月30日 － かながわ未来遺産100に選定。[13]

- 平成17年（2005年）11月20日 － 横浜みなとみらい地区で開催された全国豊かな海づくり大会の海上パレードに、西小早船・貴宮丸及び鹿島連が参加。天皇・皇后が観覧した[14]。

- 平成18年（2006年）2月17日 － 未来に残したい漁業漁村の歴史文化財産百選に選定。[15]

- 令和2年（2020年）4月22日 － 新型コロナウイルス感染症の感染拡大を受けて、貴船祭保存会及び貴船まつり推進本部はこの年の貴船まつりの開催を中止（祭式のみ執行）。[16]
- 令和2年（2020年）6月 － 西小早船・貴宮丸修繕工事竣工。
- 令和3年（2021年）5月19日 － 新型コロナウイルス感染症の感染状況を鑑み、貴船祭保存会及び貴船まつり推進本部はこの年の貴船まつりの開催中止を決定（祭式のみ執行）。[17]

- 令和3年（2021年）7月 － 東小早船・東明丸修繕工事竣工。[18]
- 令和4年（2022年）5月21日－貴船祭保存会及び貴船まつり推進本部は、この年の貴船まつりについて、新型コロナウイルス感染対策を講じた上での開催とすることとし、密集及び密接を避けることが困難な「水浮け」及び「海上渡御」、担ぎによる「神輿巡幸」等について、実施内容を変更もしくは一部中止することを決定。[19]
- 令和4年（2022年）7月12日－貴船祭保存会及び貴船まつり推進本部は、令和5年度の貴船まつりより、人口減少及び少子高齢化等により、特に平日開催時における祭の運営に携わる人員の確保が年々難しくなっている点等を鑑み、まつりの開催日を従来の7月27日及び28日（曜日問わず）」から「7月最終土曜日及びその前日」へ変更することを決定。[20]
- 令和5年（2023年）6月24日－貴船祭保存会及び貴船まつり推進本部は、この年の貴船まつりにおいて、高度な技術と大変多くの人手を要する「海上渡御」については、台風及び新型コロナウイルス感染拡大の影響により5年にわたり中止を余儀なくされている等の状況を鑑み、年数をかけて段階的に取組みを進めていくことする一方、他の行事については、新型コロナウイルス感染拡大以前の規模に戻し、まつりを執行することを決定。[21]
- 令和6年（2024年）6月7日－貴船祭保存会及び貴船まつり推進本部は、この年の貴船まつりの「海上渡御」について、各船の乗員及び漕ぎ手等の人員確保が一段と難しくなっている現状を踏まえ、令和5年（2023年）度に引き続き、その実施を見合わせ、県道経由の「陸路渡御」により渡御を実施することを決定するとともに、令和7年（2025年）度以降の「海上渡御」再開に向けて、今後各船の乗員及び漕ぎ手等の人員確保、実施方法の一部変更等、具体的取組を進めることを発表。[22]

## 海上渡御
貴船まつりは、東西櫂伝馬及び東西小早船、神輿船、東西囃子船の計7隻による海上渡御の神事に見られる船祭りであることが大きな特徴である。寛文12年（1678年）の『相州西部西筋真鶴村書上ヶ帳』（五味家文書）によると、当時から真鶴港においては、祭の起こりと言える船中祈祷が行われていた記述があり、その後の元禄期における石材業の隆盛や江戸文化の流入による真鶴の発展に伴い、御座船形式の荘厳な小早船が弘化2年（1845年）に建造されるなど、現在の計7艘による海上渡御の形式が整えられていったと考えられる。

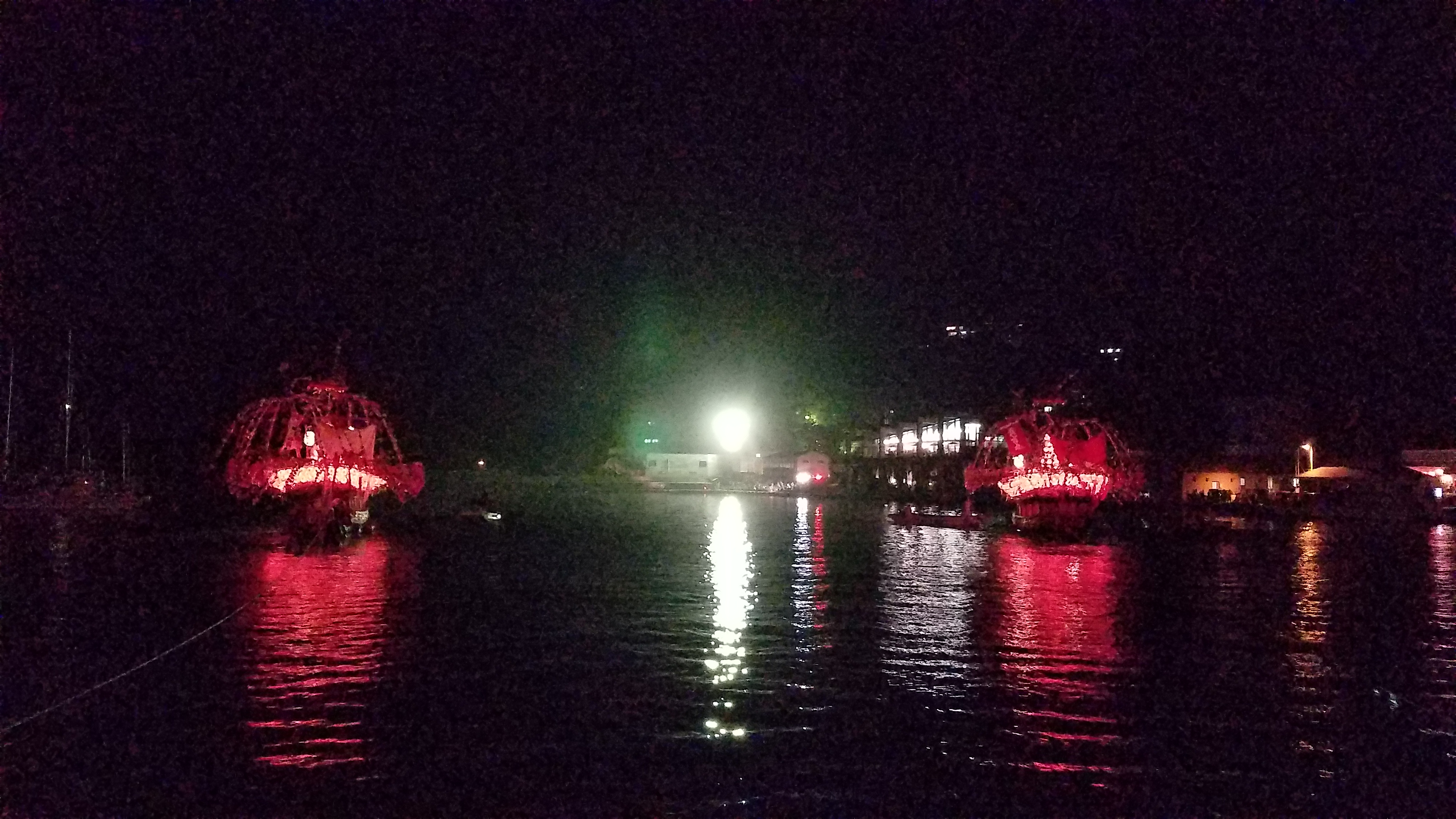
海上渡御（平成29年7月28日）
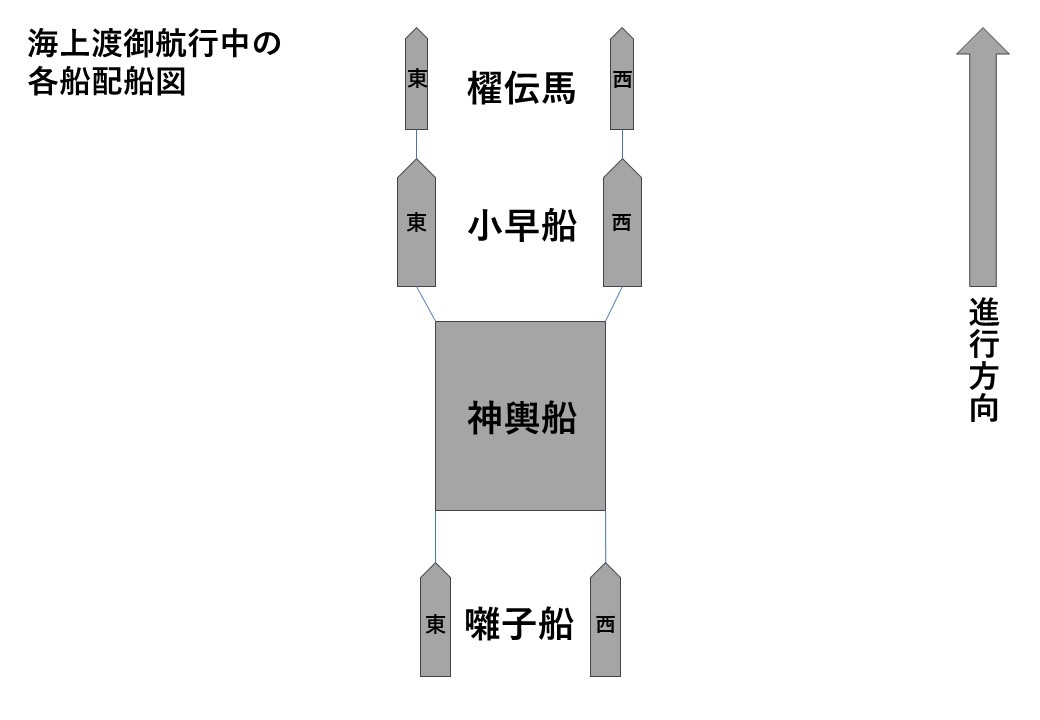
海上渡御航行中の各船配船図

- 陸路渡御

海上渡御が実施できない場合、県道739号経由で陸路により執り行われる渡御形式。行列の順序は海上渡御の例に倣い、先導車（交通指導隊）、花漕ぎ（櫂伝馬の漕ぎ手＝徒歩）、鹿島連（徒歩）、供奉車（神職等が乗車）、神輿（担ぎ）、西囃子連（車両）、東囃子連（車両）、後尾車（消防団）の順。
平成23年（2011年）の陸路渡御は東日本大震災発生直後で、小早船の飾り付け作業にあたる地元漁師に東北出身者が多いことから配慮したもの。平成30年（2018年）及び令和元年（2019年）の陸路渡御は台風の接近によるもの。令和4年（2022年）の陸路渡御は新型コロナウイルス感染拡大による縮小開催によるもの。令和5年（2023年）の陸路渡御は台風及び新型コロナウイルス感染拡大の影響により5年にわたって海上渡御の中止を余儀なくされている状況から安全を考慮したもの。令和6年（2024年）の陸路渡御は各船の乗員及び漕ぎ手等の人員確保が一段と難しくなっている現状を踏まえたもの。

## 小早船
東西に華を競う小早船（西・貴宮丸、東・東明丸）は、貴船まつりのシンボルである。毎年、7月上旬の大安日から組み立て作業が始まるが、屋形を組み立てる順序や、造花や提灯などの装飾の方法は、非常に難易度が高く、一つひとつ口伝により後継者に承継し、維持されてきているものである。なお、東西2隻の小早船のうち、貴宮丸の屋形部分は弘化2年（1845年）に造られた歴史ある大変貴重なものである。小早船は海上渡御の途上、船体を大きく左右に揺さぶり、観客から歓声が巻き起こるが、これが可能であるのも船の安全性の保持、あるいは操船の方法等、古くからの伝統が守られている証である。海上渡御の際、舳には、陣笠、袴姿に脇差をさし、監視の役割をする舳乗りが乗船し、艫には船頭と櫂使い、水夫を乗せ、運行に万全を期す。東西２隻の櫂伝馬に曳航され、神輿船、東西囃子船を従える勇壮華麗な姿は、時代絵巻を思わせるもので、多くの観客が魅了される。平成17年（2005年）11月に横浜みなとみらい地区で開催された「全国豊かな海づくり大会」では、天皇・皇后が西小早船・貴宮丸の海上パレードを観覧した。

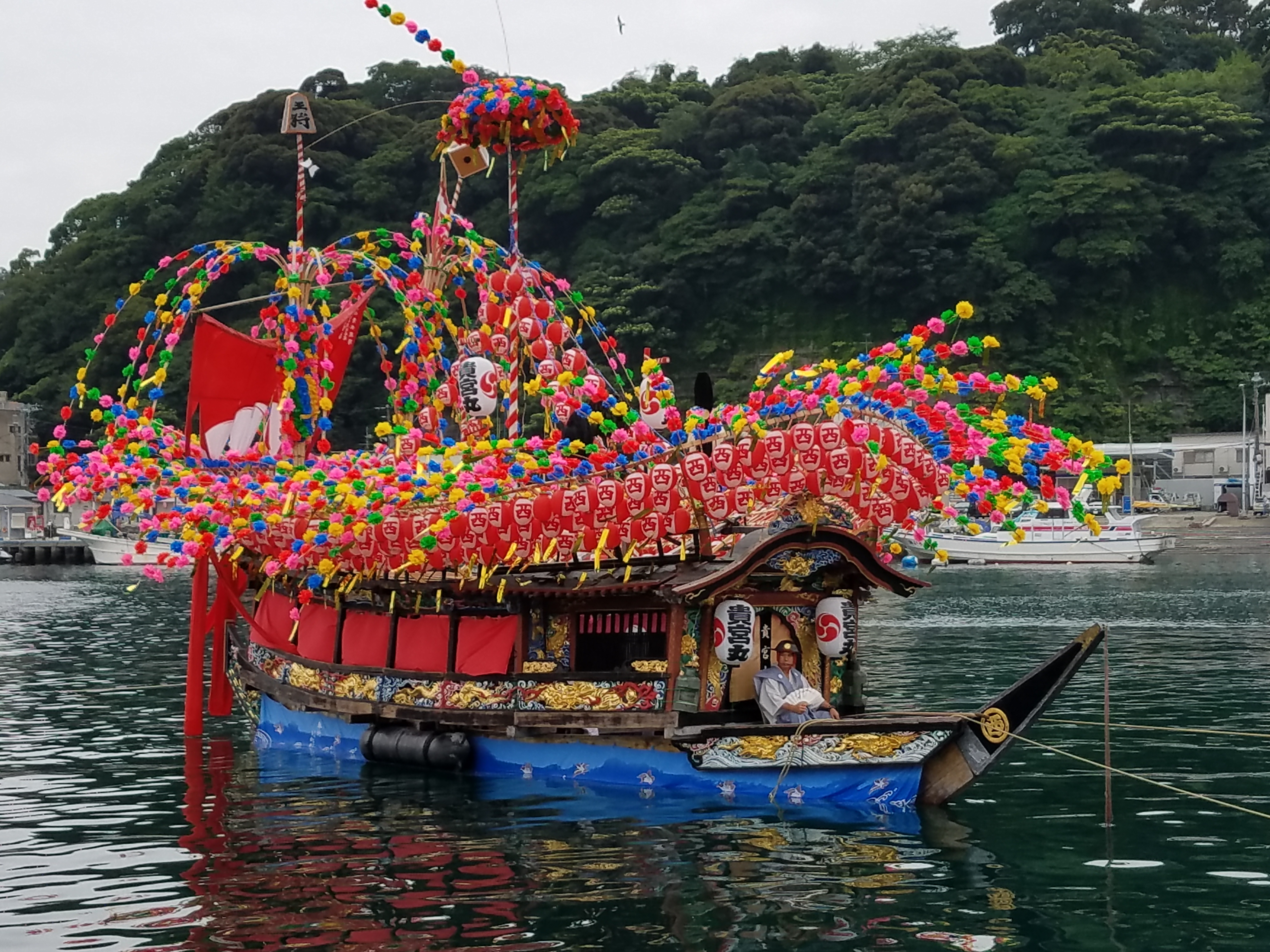
貴宮丸全景（平成29年7月27日）
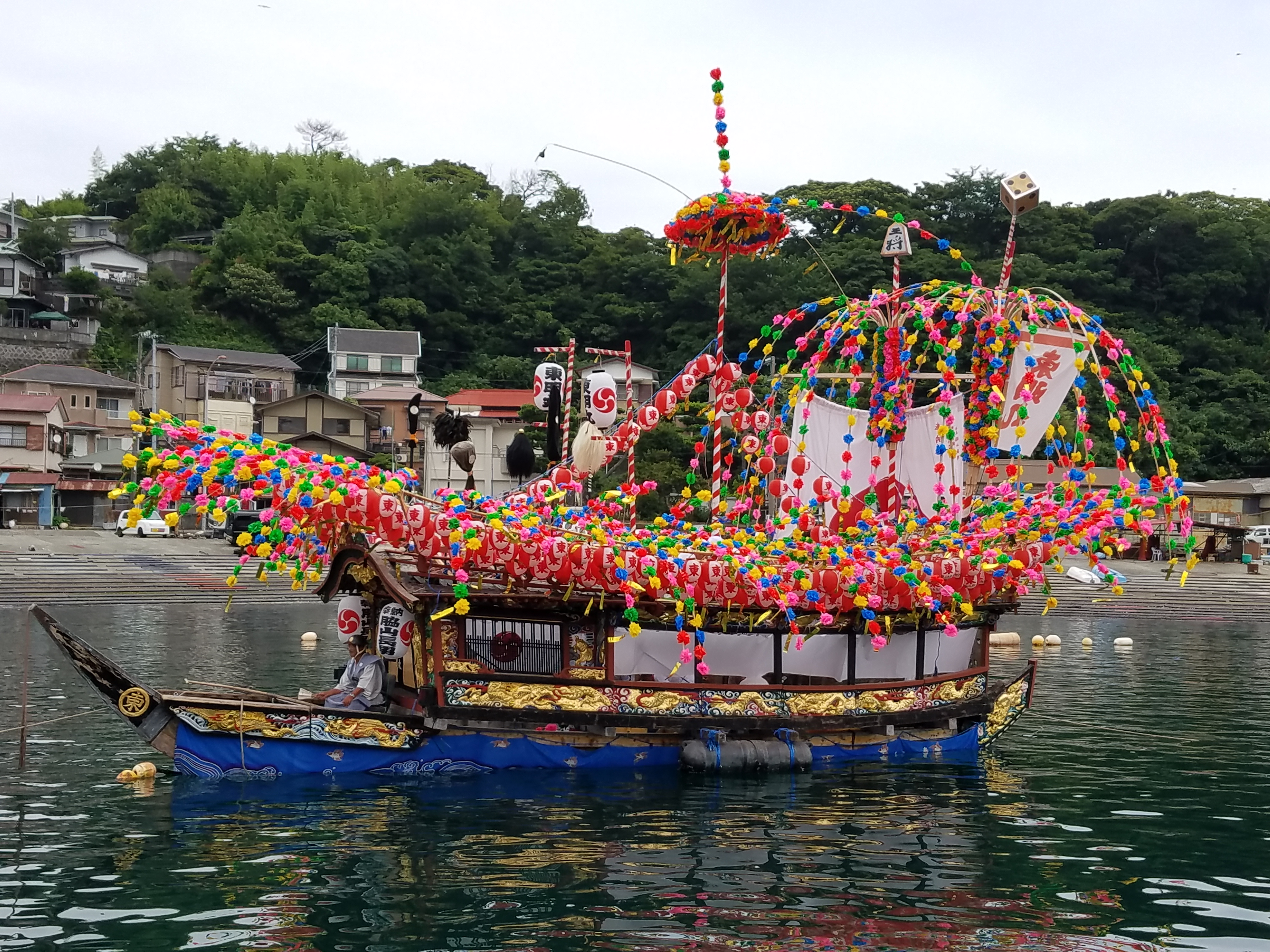
東明丸全景（平成29年7月27日）
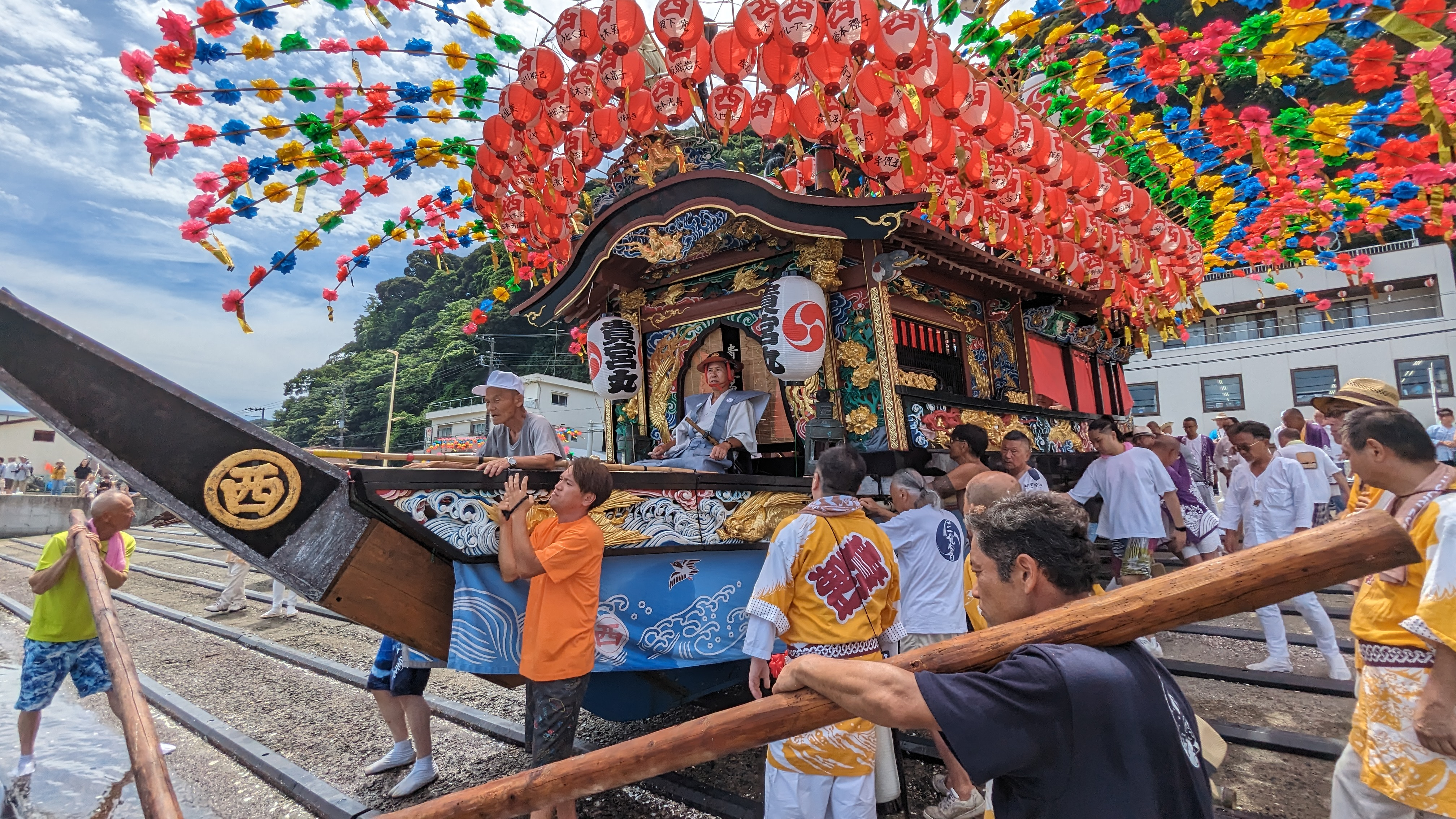
水浮け（進水式）前の貴宮丸（令和6年7月26日）
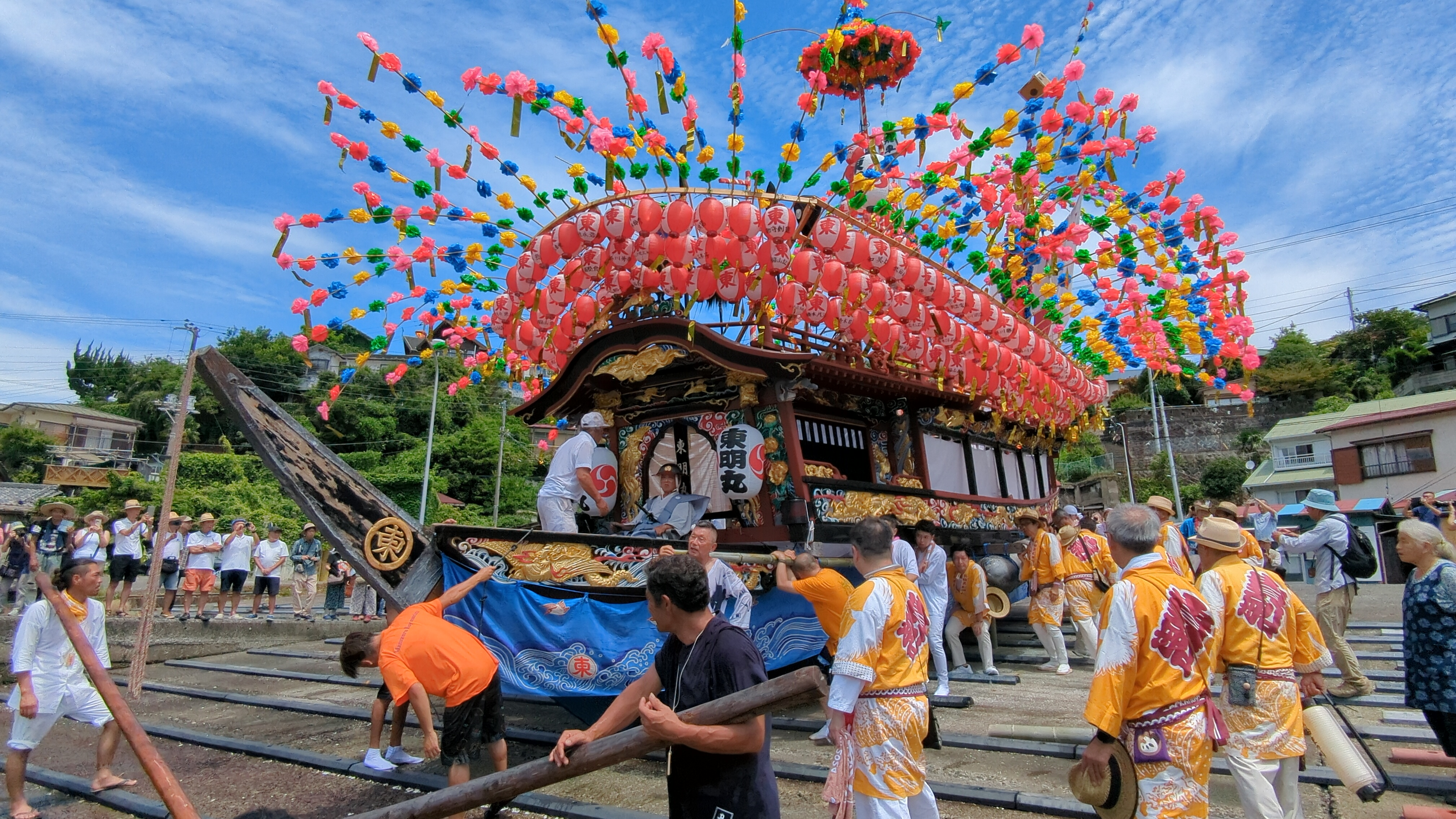
水浮け（進水式）前の東明丸（令和6年7月26日）
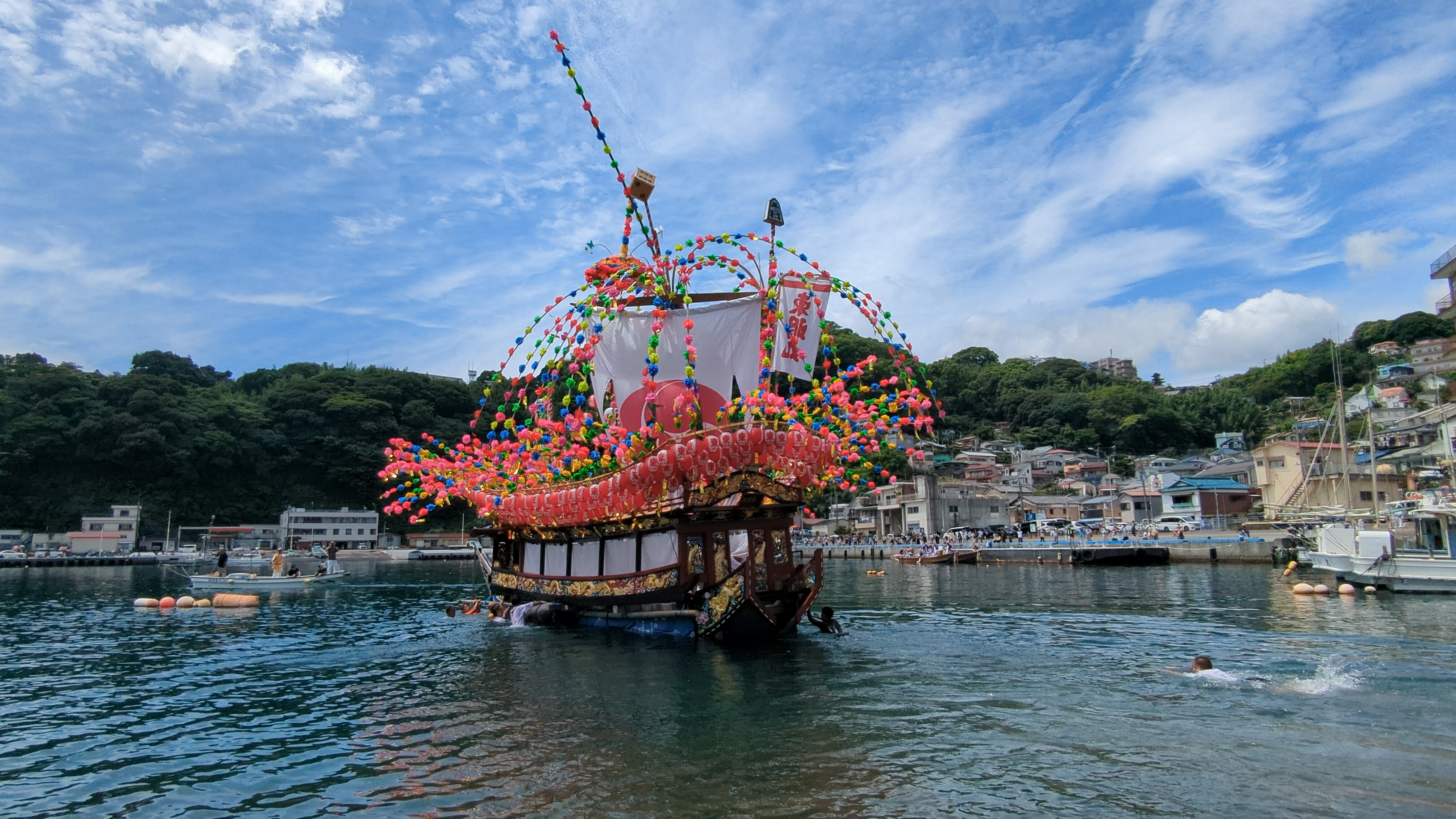
水浮け（進水式）後の東明丸を後方より見る（令和6年7月26日）
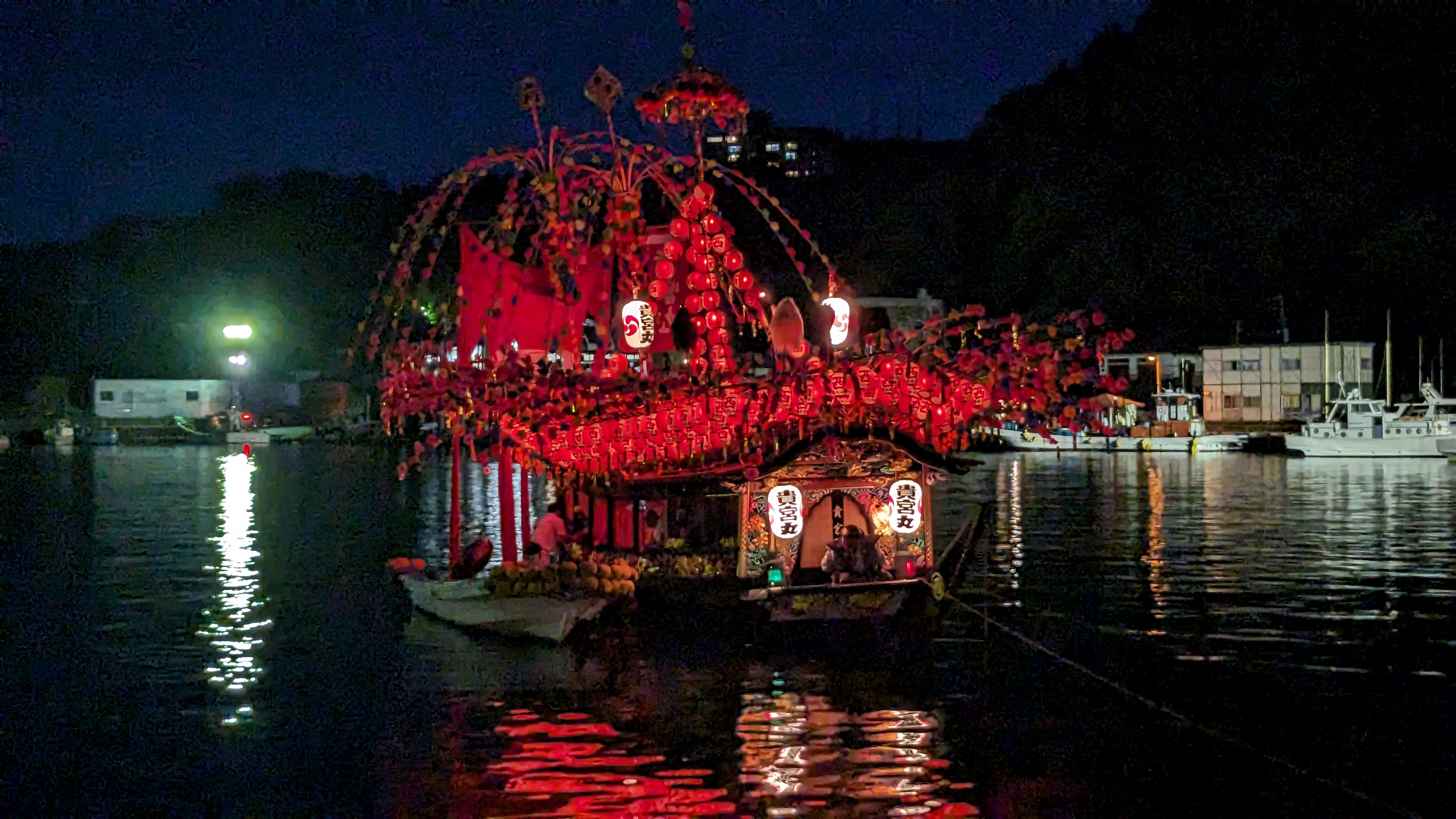
夜間、灯りを灯す貴宮丸（令和6年7月27日）
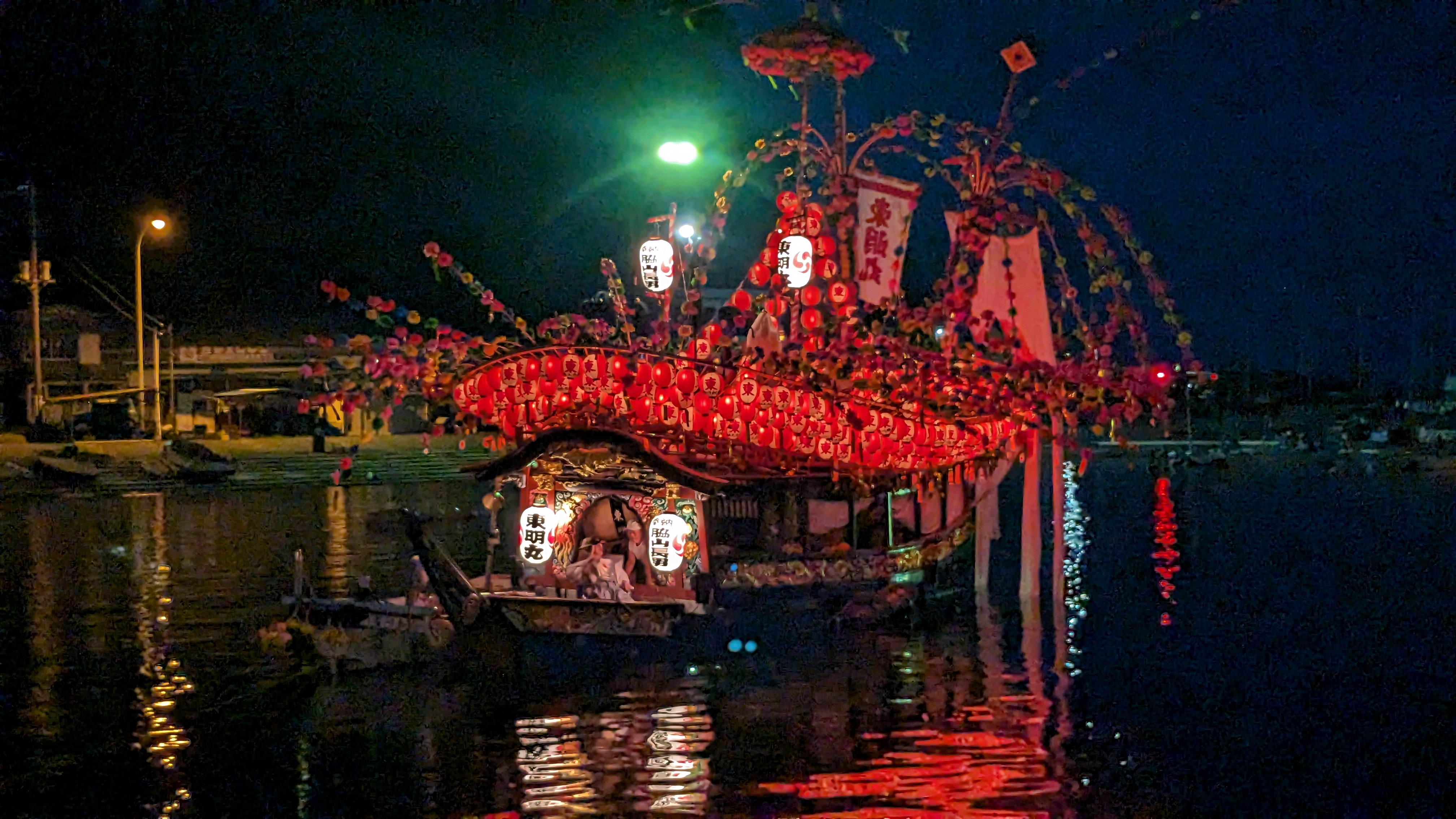
夜間、灯りを灯す東明丸（令和6年7月26日）

## 櫂伝馬
海上渡御にあたり、神輿船・小早船2隻・囃子船2隻の計5隻の船団を曳航する2隻の手漕ぎの大型伝馬船が櫂伝馬である。曳航には相当の力を要し、古くは、石舟・機械船の船主・船頭などの長老から花漕ぎ・花山車衆として選ばれた、それらに携わる屈強な若者たちがこれにあたった。この櫂伝馬は、船の左右に7人ずつ櫂を握り、艫に進行方向を司る大櫂を配し15人で漕ぐ。海上渡御に於いては、5隻の船を曳航するので、大変な体力・筋力が必要となる。曳航の途中からは競漕も行われ、過去にはこの競漕で村落の東西を二分し激しく競い合った歴史があり、それぞれの船の漕ぎ手には多大な期待がかけられた。櫂伝馬の操作こそ海に生きる人々の必須の技術であり、その昔は、海難事故の際には神社の倉庫から小早船や櫂伝馬を出して救助活動に生かされたこともあった。

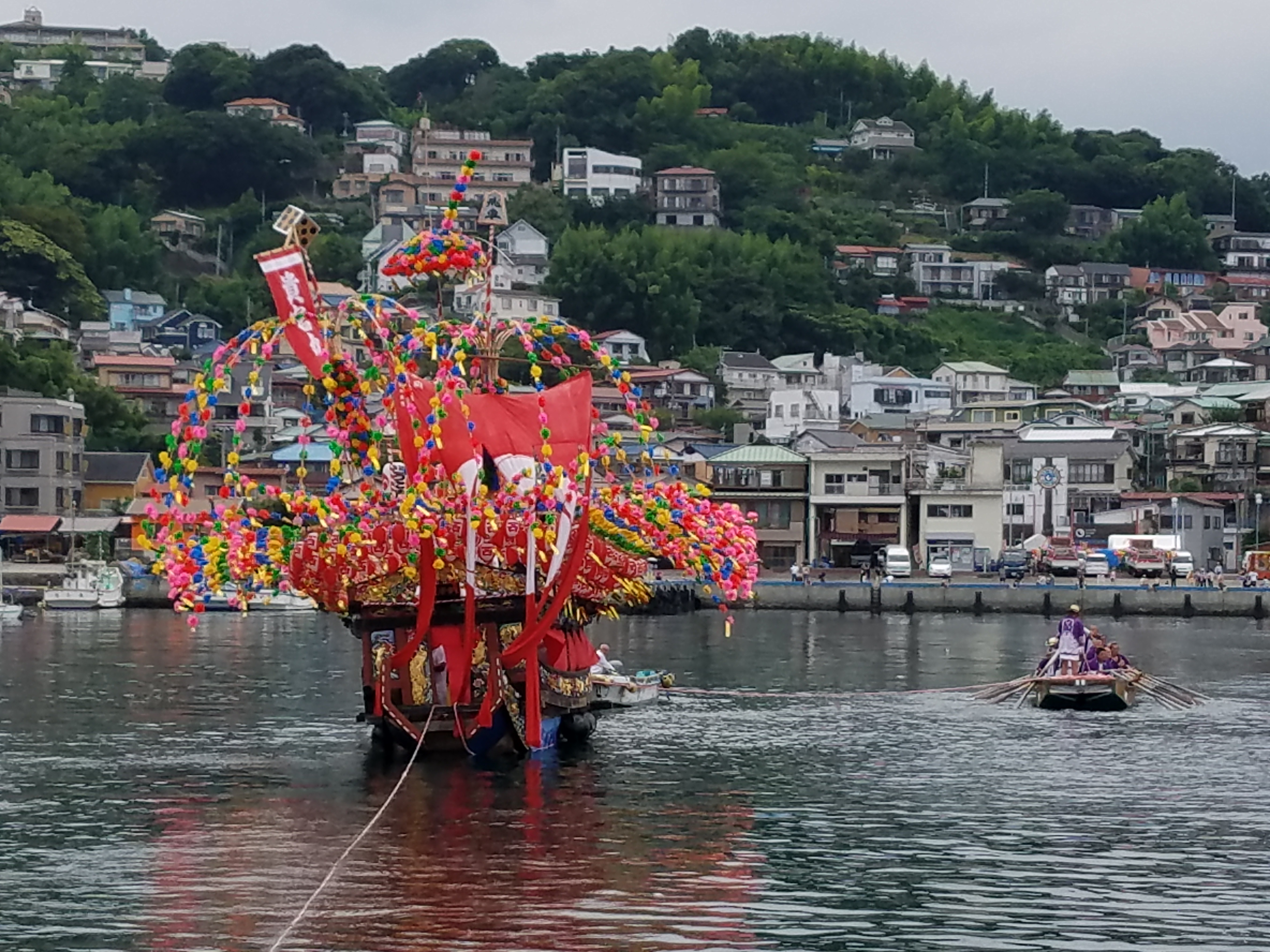
貴宮丸と櫂伝馬（平成29年7月27日）
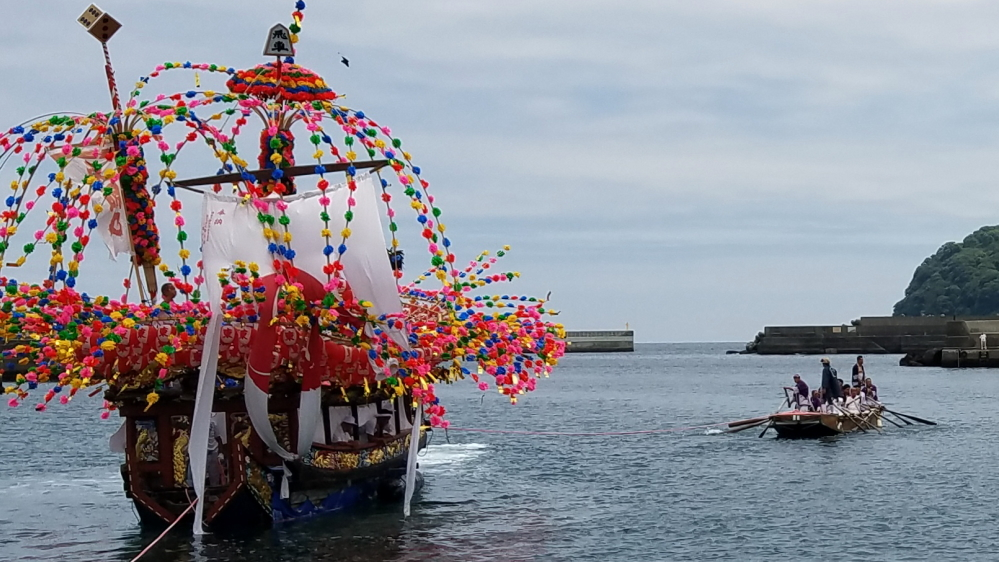
東明丸と櫂伝馬（平成29年7月27日）

## 鹿島踊り
鹿島踊りは、相模湾西岸、小田原西部から伊豆北川までのいずれも石材産出にかかわった地域の22社で行われる悪疫退散とともに大漁や海上安全を祈願する神事。各地に伝えられる鹿島踊りの態様はそれぞれ多少の違いがあるが、貴船まつりの鹿島踊りは、他地域が白装束で頭に烏帽子をかぶるのに対して浴衣に揃いの手甲で飾り、無帽である。これは、真鶴に自然の良港があり、江戸時代初期から江戸の文化が流入して、昔から「小江戸」と呼ばれたほど華やかさを誇っていた地域性を反映したものであり、当初の白装束はいつの間にか俗化してあでやかな女装化をとってきたものと思われ、真鶴の開放的な指向がうかがわれる。「貴船まつりは、鹿島踊りに始まり鹿島踊りに終わる」とさえ言われるほど、祭りに密着し、見どころの一つとなっている。最後は真鶴港の北西にある津島神社に奉納されて締められる。

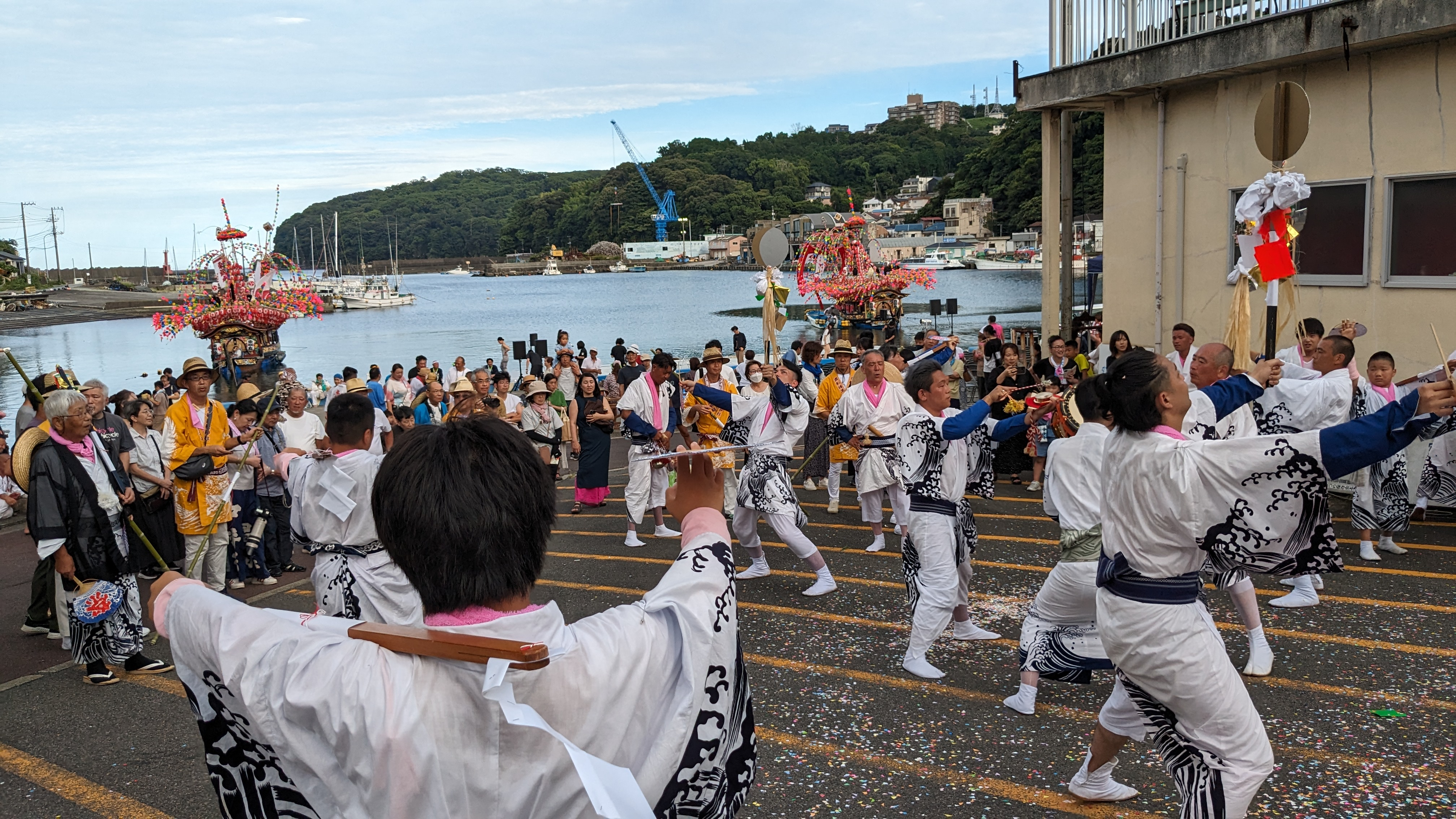
鹿島踊り・お仮殿（令和6年7月26日）
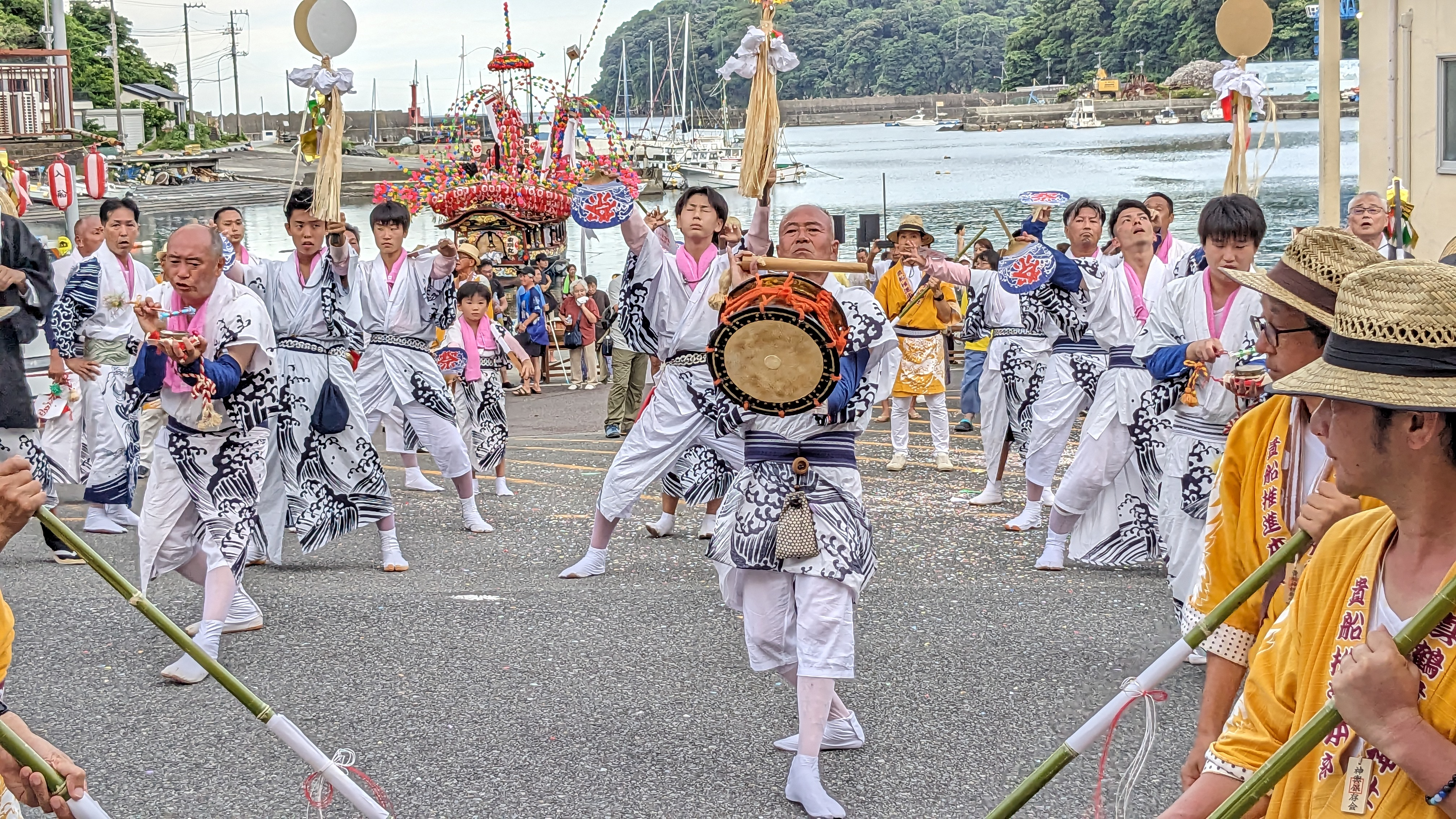
鹿島踊り・お仮殿（令和6年7月26日）
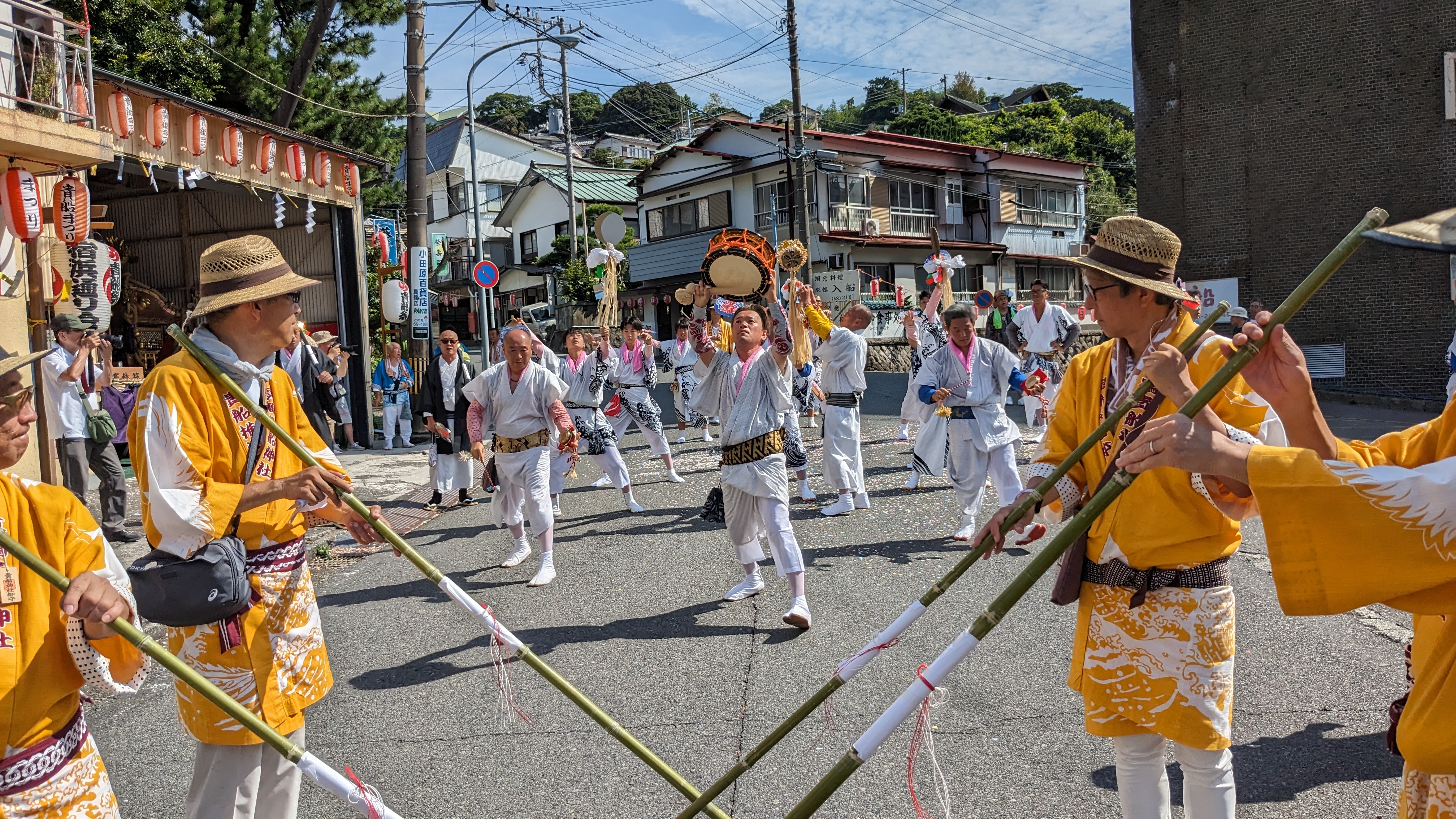
鹿島踊り・お仮殿（令和6年7月27日）
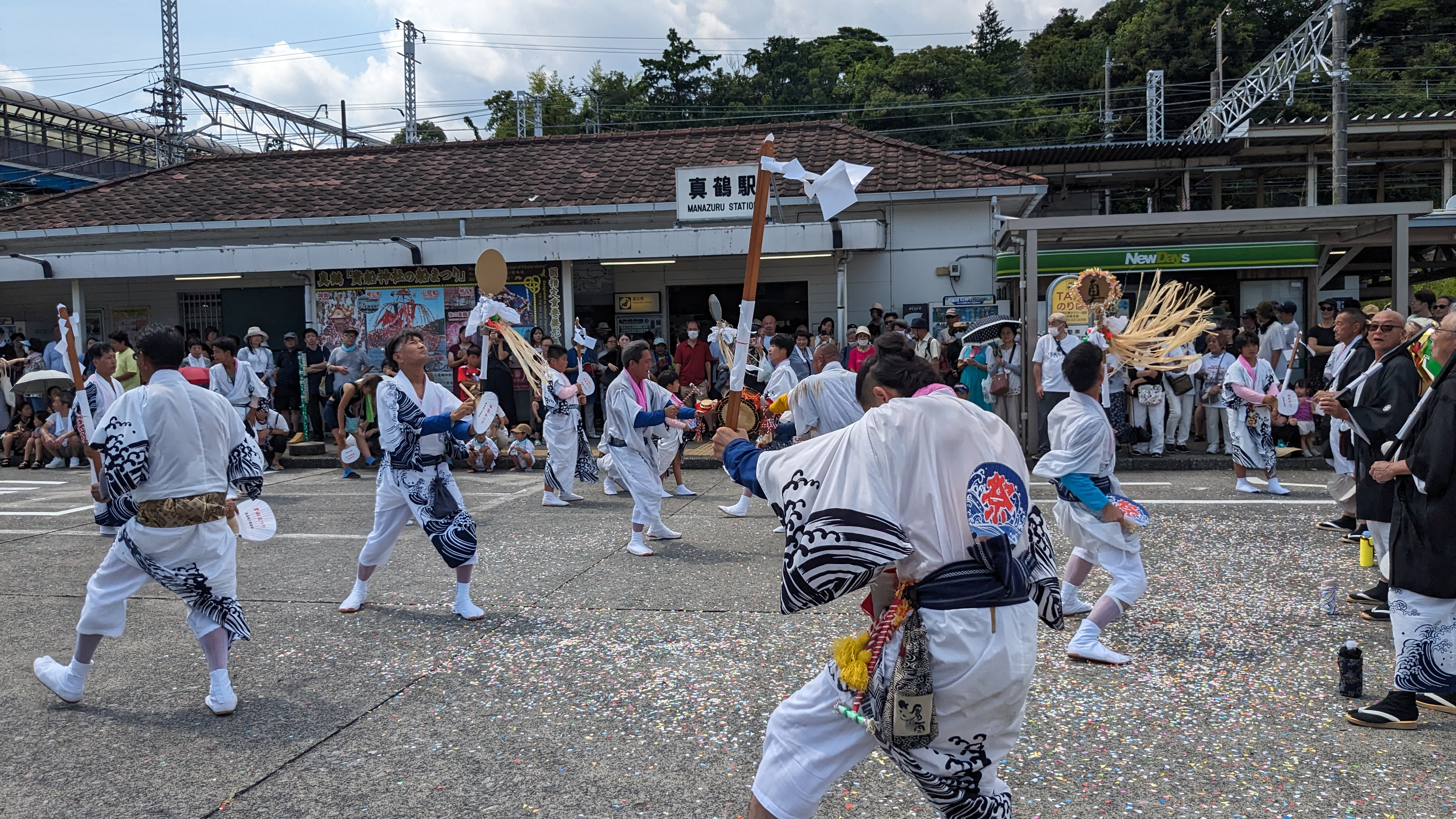
鹿島踊り・真鶴駅（令和6年7月27日）

## 花山車
真鶴の山車は花山車と言って、万燈型の手指し山車である。この花山車は大昔の大真榊に注連を懸けたものから進化装飾されたものと考えられている。花山車の担ぎ手は、いとも簡単に花山車を担ぎ上げ、上下左右に豪快に振るが、高さ約3m、重さは60kg以上にもなり、しかも重心が高くバランスを取るのが難しく、この花山車を振るには、相当な腕力が必要なことは言うまでもない。花山車は、過去には石船等の関係者が担当してきた歴史があり、日常の仕事を通じて養われた腕力を、祭りを機会に披露する一種の「力くらべ」ともみられる。常に鹿島連に先行して、脇持ち、拍子木打ち、交代人等を従えて行列を作り、振りながら町内を巡幸する。

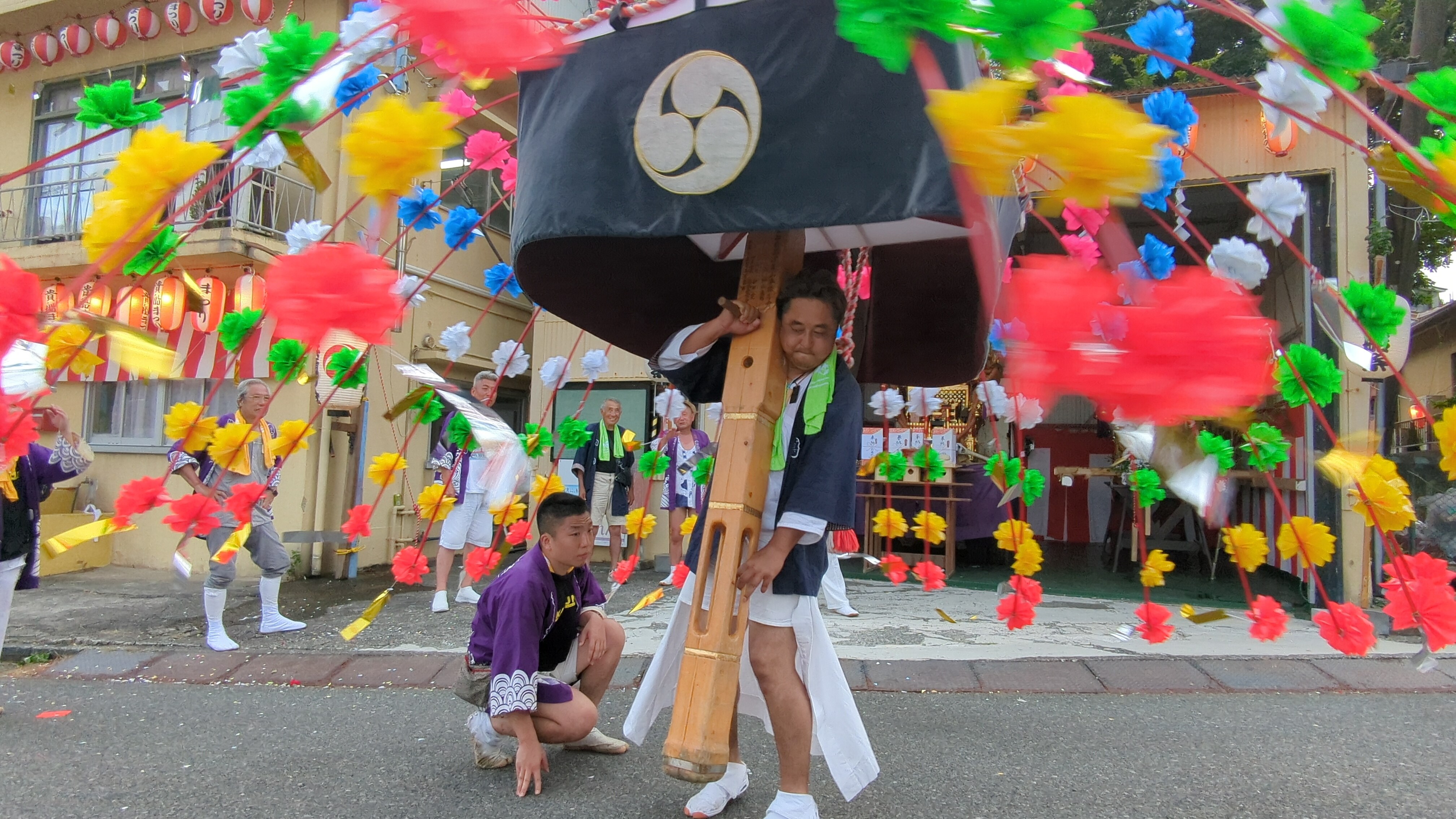
花山車・お仮殿（令和6年7月26日）
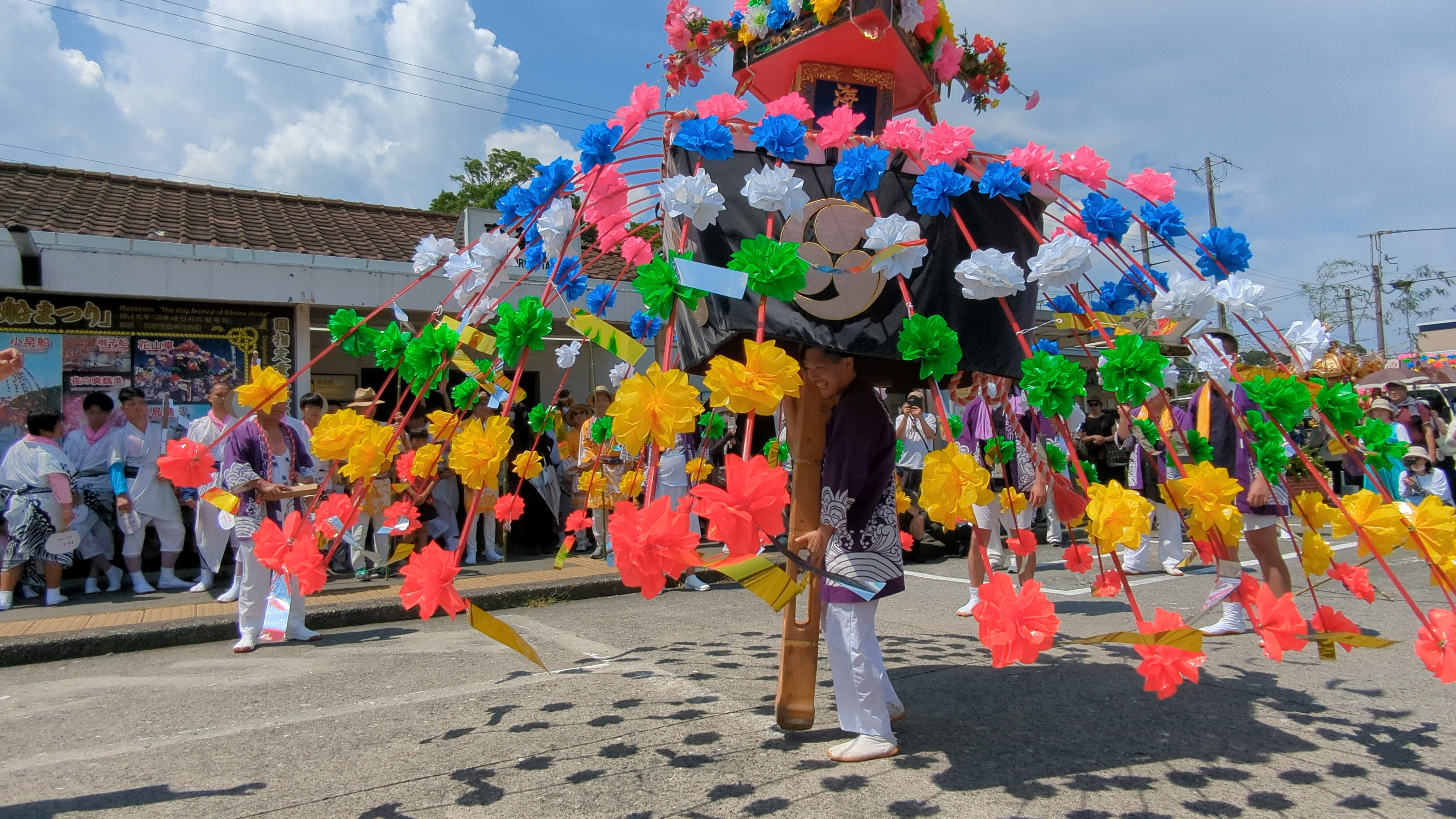
花山車・真鶴駅（令和6年7月27日）
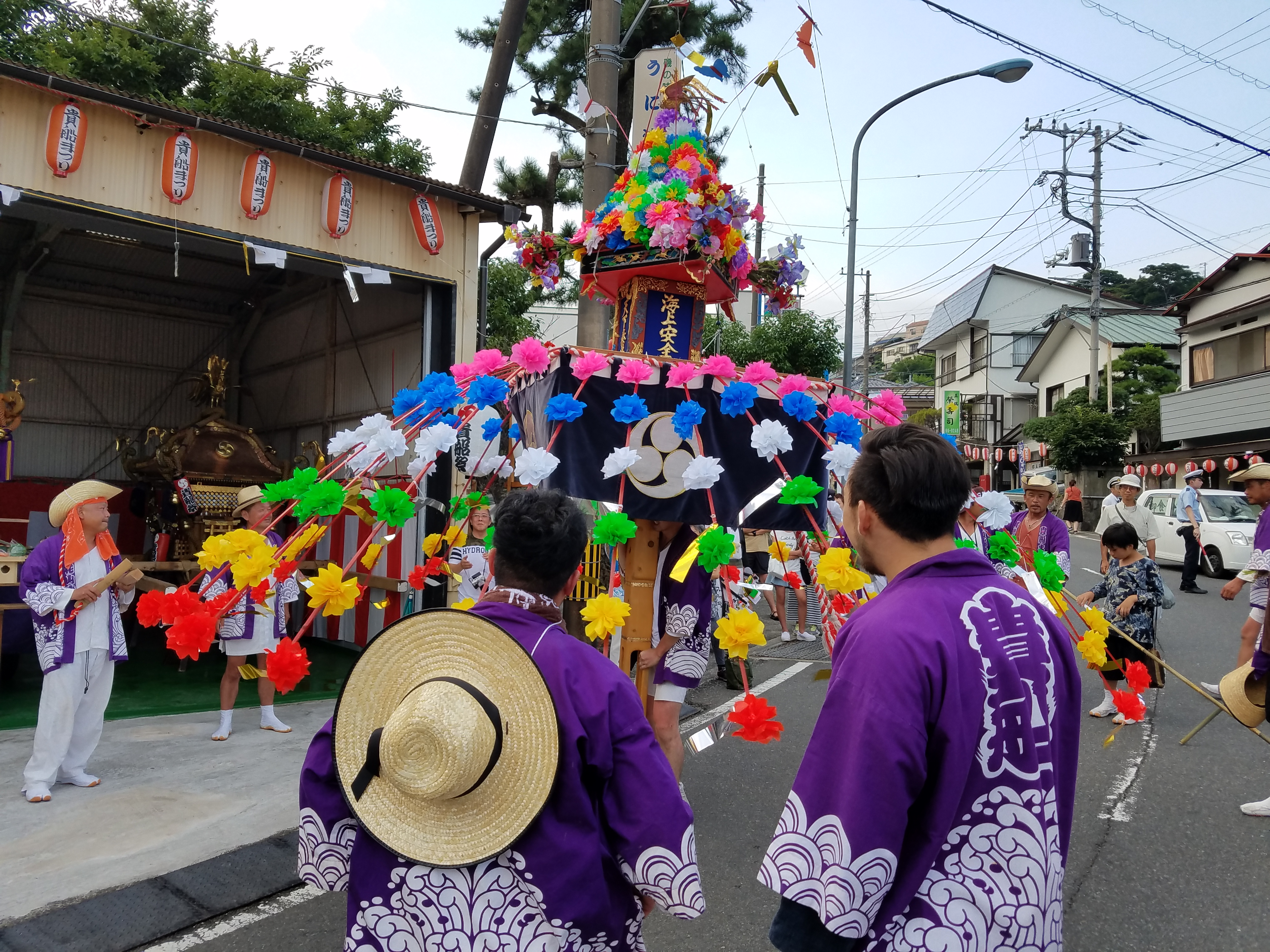
花山車・お仮殿（平成29年7月27日）

## 神輿
祭り2日間にわたり町内を巡幸する。貴船神社の神輿は、宵宮の発輿式の後、神社境内の急な階段を降りることから巡幸がはじまる。神社周辺を練り歩くと、宮ノ前岸壁から神輿船に乗せられ、東西櫂伝馬、東西小早船、東西囃子船とともに華麗な海上渡御の神事を行なう。お仮殿前岸壁に着くと、すぐに西の浜に於いて、神輿を屋根まで海に入れるみそぎと呼ばれる神事が行なわれる。町内を巡幸する際は、町の人々から水をかけられずぶ濡れになるなど、その勇壮な姿が印象的である。水を含んだ神輿は重さ1トンになるともいわれ、担ぎ手の力の見せどころとなる。2日間にわたり町内を巡幸してきた神輿は当日夜に、宵宮と逆コースの海上渡御を経て、神社へ還御する。

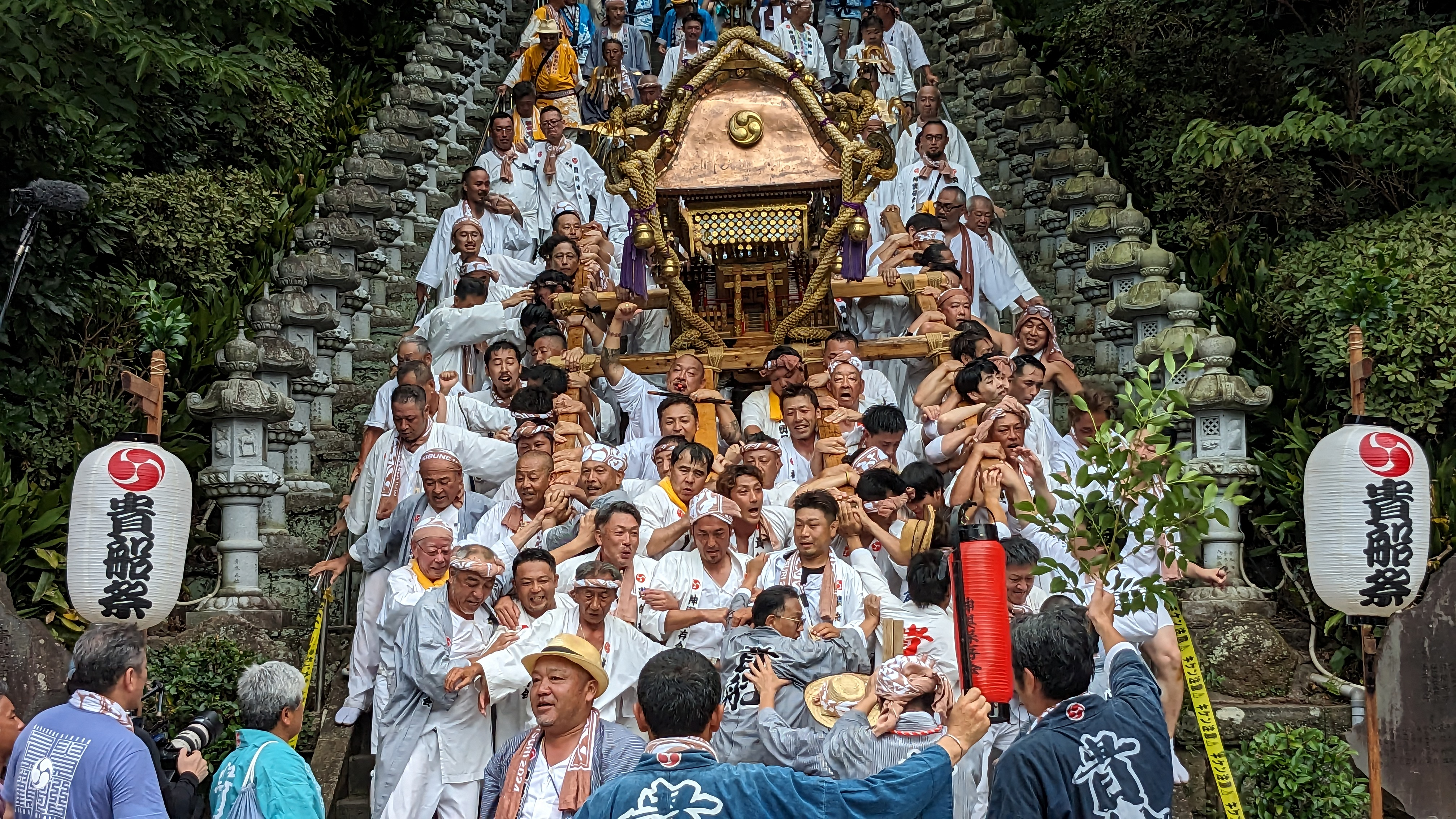
神輿階段下り（令和6年7月26日）
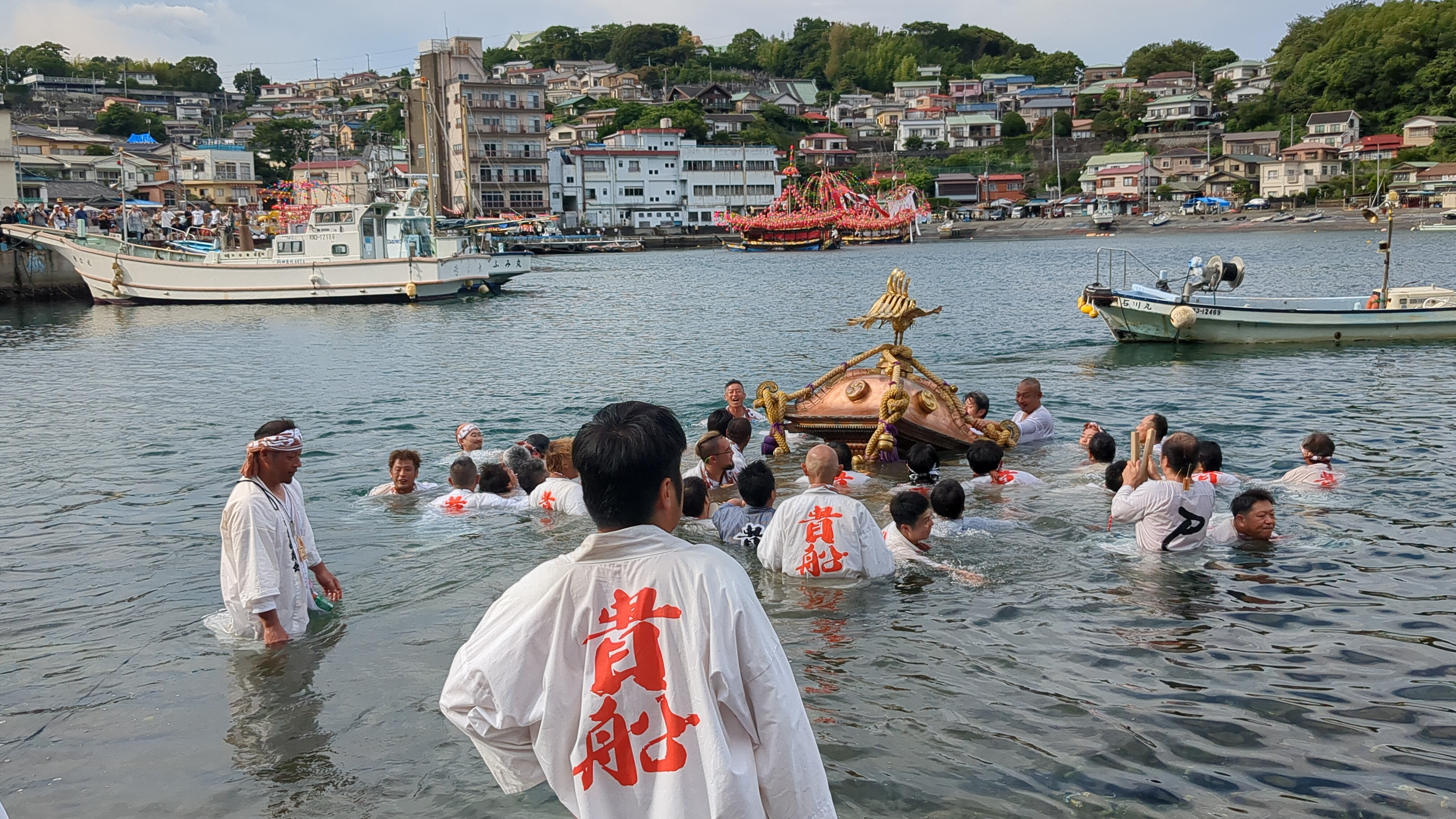
みそぎ・西の浜（令和6年7月26日）
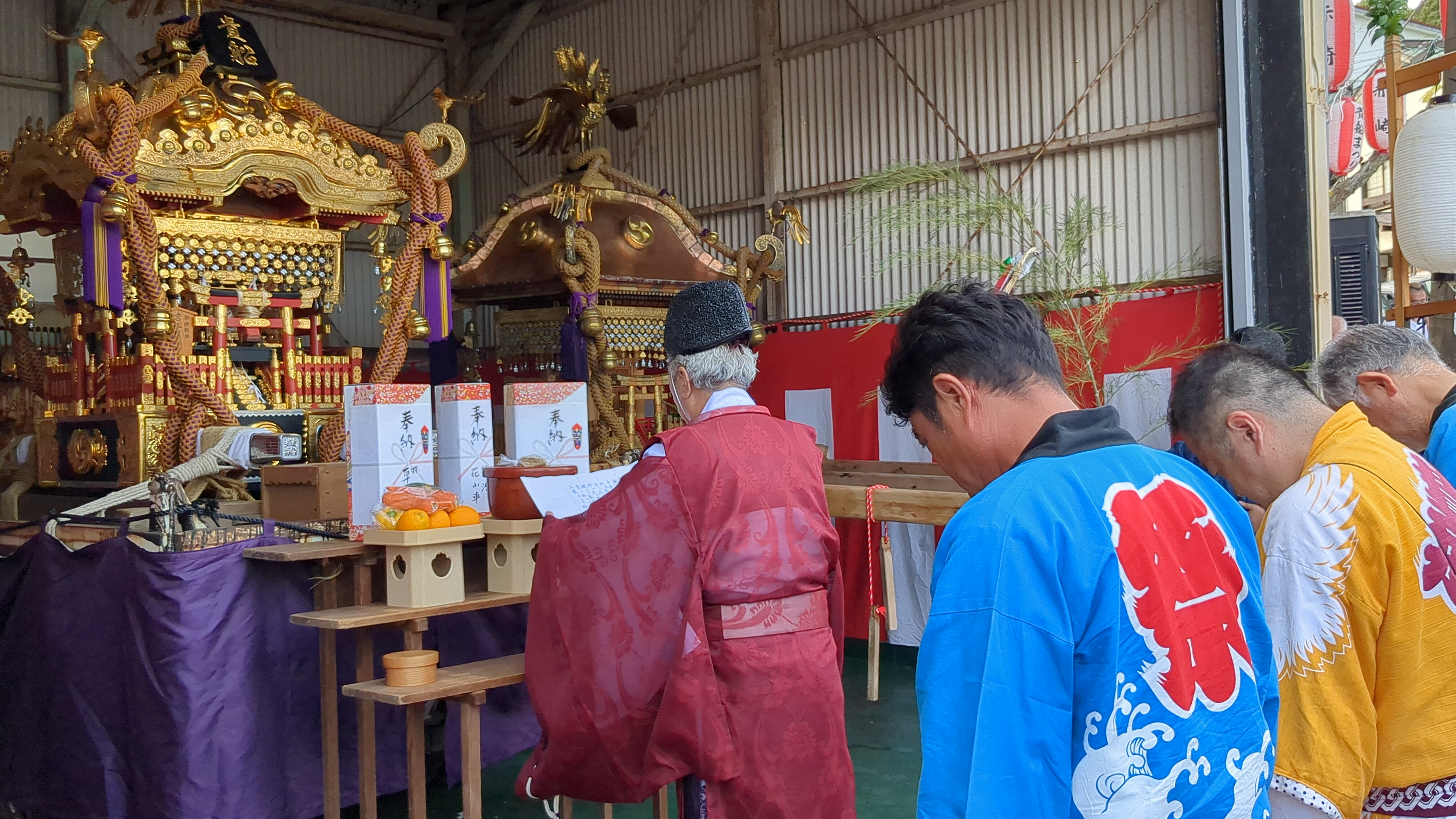
仮殿祭（令和6年7月26日）
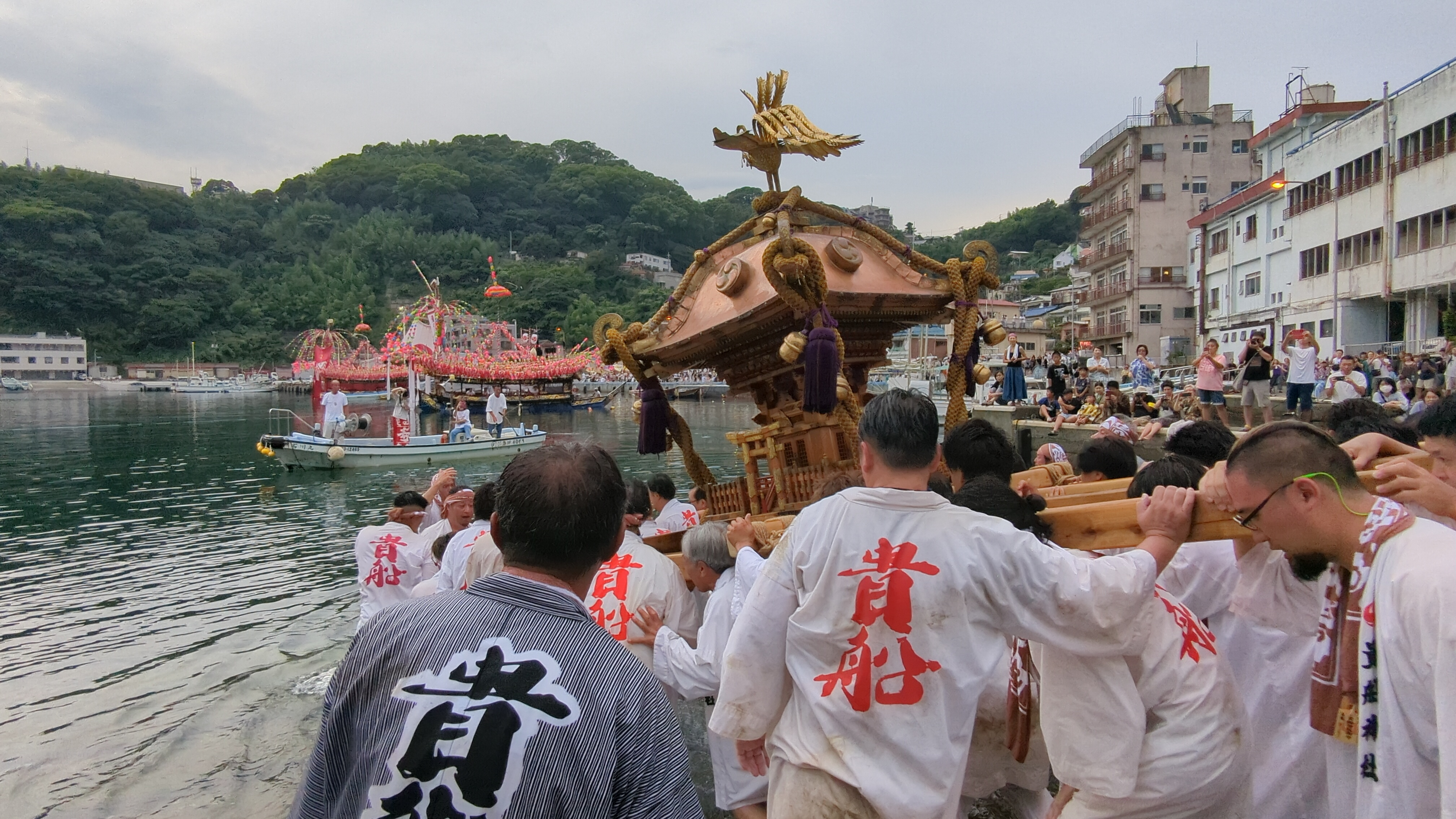
みそぎ・東の浜（令和6年7月27日）

## 囃子
真鶴囃子はリズミカルな大太鼓と小太鼓の掛け合いや、美しい笛の音色や鐘の響き、さらにはこれに「ワッショイ」の威勢のよい掛け声が重なり、祭りをいっそうにぎやかに盛り上げ、魅力のひとつとなっている。その起源は定かではないが、江戸神田囃子の流れを汲む小田原囃子と似ており、これから取り入れたという説もある。海上渡御の際、神輿船の後から行く囃子船の形態は旧来から大きな変更はないが、町内巡幸の際の形態は大きな変遷を遂げてきた。その昔、囃子の町内渡御は、坂の多い真鶴の土地柄から、孟宗竹を主材料に担ぎ棒に桧を用い、天井を大漁旗、軒に竹笹を挿しこみ、造花で飾り付けたキリギリス篭と呼ばれる囃子篭により行なわれていたが、現在は道路の整備などにより、自動車による屋台囃子に姿を変えている。

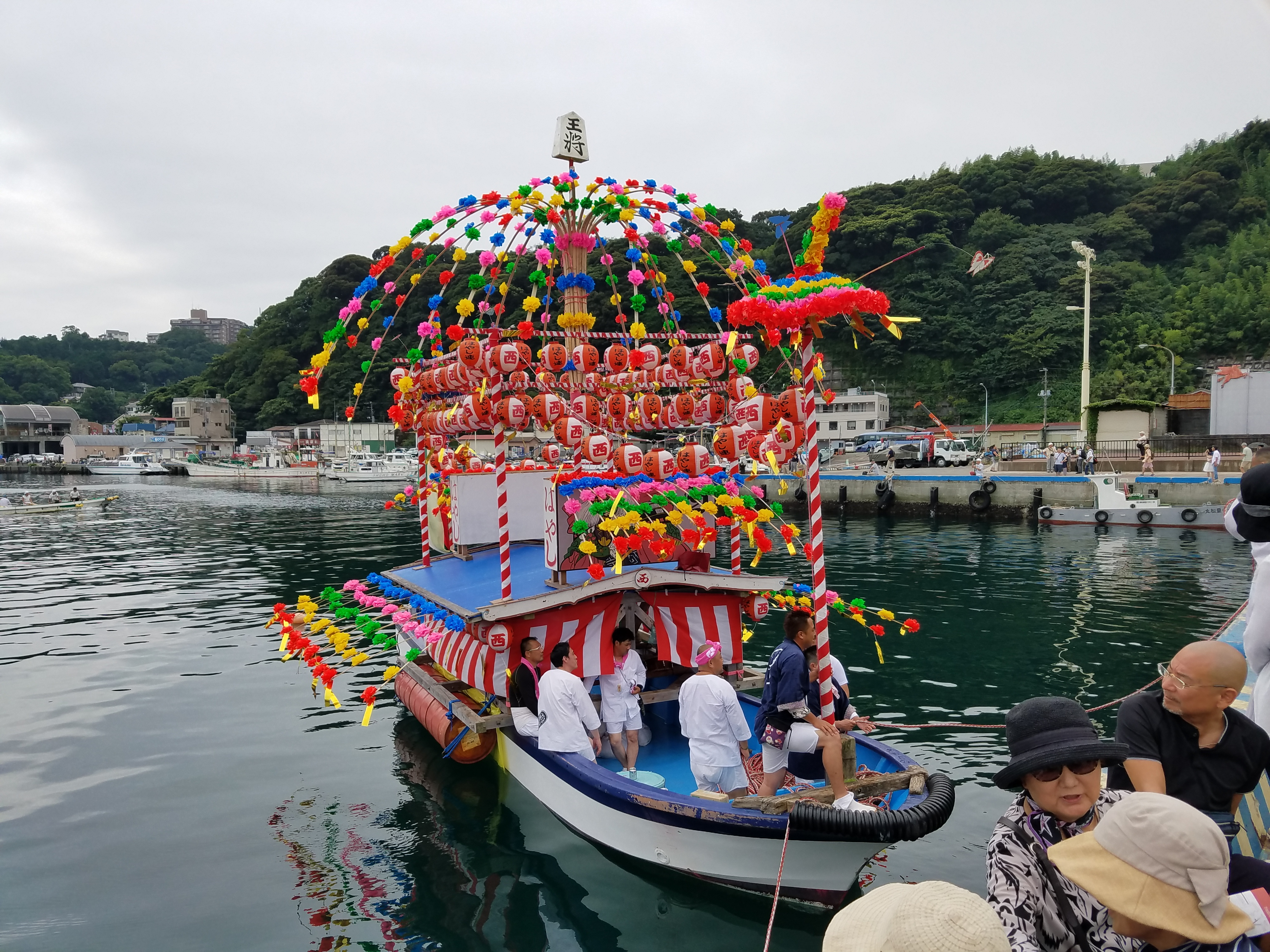
囃子船（平成29年7月27日）
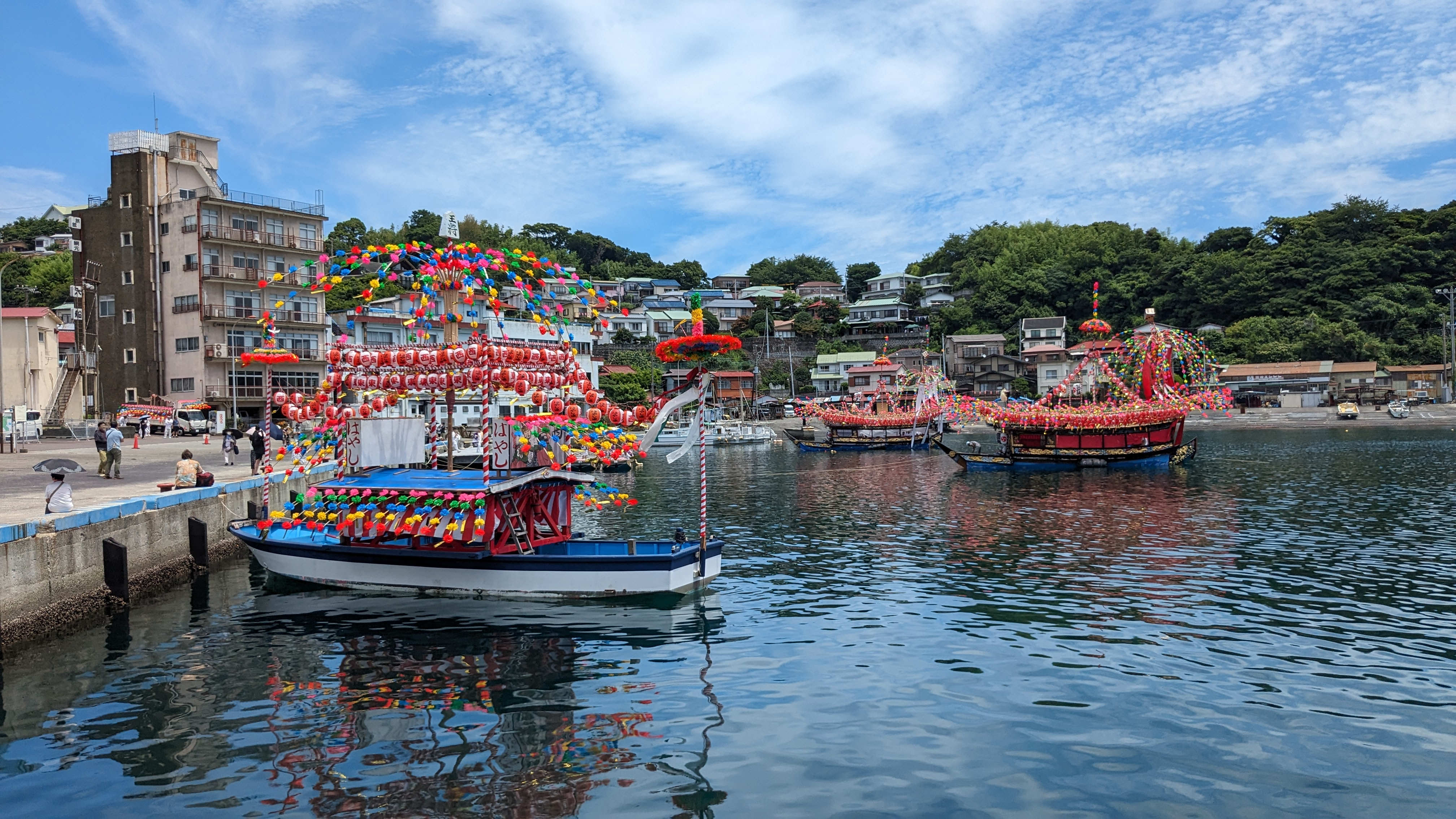
東明丸と貴宮丸、囃子船（令和6年7月26日）
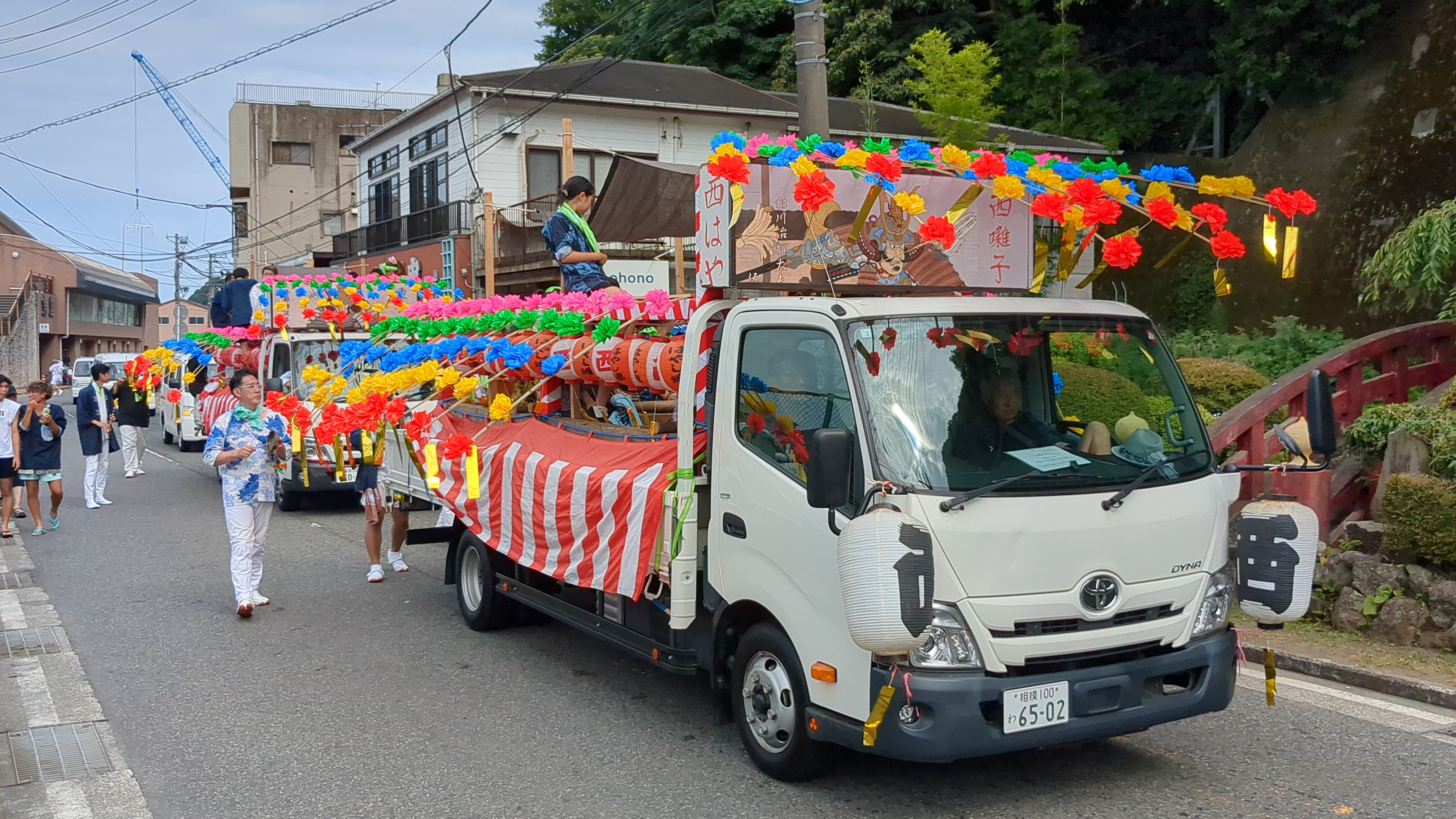
囃子車＝自動車による屋台囃子（令和6年7月26日）

## 巡幸・渡御の日程
貴船まつりの巡幸及び渡御の日程は次のとおり。
- 7月最終土曜日の前日 宵宮

| 時刻           | 摘要                     | 場所               |
| -------------- | ------------------------ | ------------------ |
| 10：00～10：30 | 舳乗り迎え・乗船         | 西船揚場・東船揚場 |
| 10：30         | 西小早船「貴宮丸」水浮け | 西船揚場           |
| 10：50         | 東小早船「東明丸」水浮け | 東船揚場           |
| 11：10         | 献幣使奉迎               | 宮本               |
| 11：20～11：50 | 海上渡御                 | 宮本～宮前         |
| 12：10～12：50 | 神社祭式                 | 貴船神社           |
| 12：50～13：30 | 鹿島踊り奉納             | 貴船神社中段       |
| 13：30～13：40 | 神輿発輿式               | 貴船神社           |
| 14：40～15：10 | 海上渡御                 | 宮前～宮本         |
| 16：10         | 仮殿祭                   | 仮殿               |
| 16：20～17：10 | 鹿島踊り奉納             | 仮殿               |
| 16：30         | 花山車下降               | 発心寺             |
| 17：30         | 花山車着納               | お仮殿             |

- 7月最終土曜日 当日

| 時刻           | 花山車                         | 鹿島連                                   | 神輿                                             | 西囃子連                                   | 東囃子連                                   | 協賛神輿連               |
| -------------- | ------------------------------ | ---------------------------------------- | ------------------------------------------------ | ------------------------------------------ | ------------------------------------------ | ------------------------ |
| 08：20         | 仮殿                           | 西本払                                   | ー                                               | ー                                         | ー                                         | ー                       |
| 08：30         | 祭典本部前「ええちがい」       | 祭典本部前「ええちがい」                 | ※「御霊移し」（16：30）までは車両により巡幸      | ー                                         | ー                                         | ー                       |
| 08：35         | 西本払                         | 仮殿                                     | 仮殿「御旅所発輿式」                             | 仮殿（神輿に続く）                         | ー                                         | ー                       |
| 08：45         | ↓                              | 仮殿「鹿島踊り奉納」08：45～09：20       | ↓                                                | ↓                                          | ー                                         | ー                       |
| 09：20         | ↓                              | ↓                                        | 天神堂下「御旅所発輿式」                         | 天神堂下（神輿に続く）                     | ー                                         | ー                       |
| 09：30         | ↓                              | 西本払「鹿島踊り奉納」09：30～10：10     | 西本払「御旅所発輿式」                           | 西本払（神輿に続く）                       | ー                                         | ー                       |
| 10：20         | ↓                              | 西仲角「鹿島踊り奉納」10：20～10：50     | 大店（おおだな）「御旅所発輿式」                 | 大店（おおだな）（神輿に続く）             | ー                                         | ー                       |
| 10：50         | ↓                              | ↓                                        | 魚座（真鶴魚市場）「御旅所発輿式」               | 魚座（真鶴魚市場）（神輿に続く）           | ー                                         | ー                       |
| 11：00         | ↓                              | ↓                                        | ユニマットマリンマリーナ真鶴「御旅所発輿式」     | ユニマットマリンマリーナ真鶴（神輿に続く） | 仮殿                                       | 仮殿（東囃子連に続く）   |
| 11：10         | 西仲町                         | ↓                                        | うに清駐車場「御旅所発輿式」                     | うに清駐車場（神輿に続く）                 | ↓                                          | ↓                        |
| 11：15         | まなづる小学校下「合流」       | まなづる小学校下「合流」（花山車に続く） | ↓                                                | ↓                                          | ↓                                          | ↓                        |
| 11：20         | ↓                              | ↓                                        | ケープ真鶴「御旅所発輿式」                       | ケープ真鶴（神輿に続く）                   | 西本払                                     | 西本払（東囃子連に続く） |
| 11：30         | ↓                              | ↓                                        | ↓                                                | ↓                                          | 仮殿                                       | 仮殿（東囃子連に続く）   |
| 11：35         | ↓                              | ↓                                        | まるなか駐車場「御旅所発輿式」                   | まるなか駐車場（神輿に続く）               | ↓                                          | ↓                        |
| 11：45         | ↓                              | ↓                                        | 梶原駐車場「御旅所発輿式」                       | 梶原駐車場（神輿に続く）                   | 発心寺                                     | 発心寺（東囃子連に続く） |
| 12：10         | 旧前田花屋交差点「合流」       | 旧前田花屋交差点「合流」（花山車に続く） | 旧前田花屋交差点「合流」（鹿島連に続く）         | 旧前田花屋交差点「合流」（神輿に続く）     | 旧前田花屋交差点「合流」（西囃子連に続く） | ↓                        |
| 12：25         | 真鶴駅                         | 真鶴駅                                   | 真鶴中学校裏「御旅所発輿式」                     | 真鶴中学校裏（神輿に続く）                 | 真鶴中学校（西囃子連に続く）               | ↓                        |
| 12：35         | ↓                              | ↓                                        | 橘台入口「御旅所発輿式」                         | 橘台入口（神輿に続く）                     | 橘台入口（西囃子連に続く）                 | 城北地区                 |
| 12：45         | ↓                              | ↓                                        | 真鶴生コン「御旅所発輿式」                       | 真鶴生コン（神輿に続く）                   | 真鶴生コン（西囃子連に続く）               | ↓                        |
| 13：00         | ↓                              | ↓                                        | 真鶴駅「御旅所発輿式」                           | 真鶴駅（神輿に続く）                       | 真鶴駅（西囃子連に続く）                   | ↓                        |
| 13：15         | 真鶴駅                         | 真鶴駅「鹿島踊り奉納」13：15～13：55     | ↓                                                | ↓                                          | ↓                                          | ↓                        |
| 14：00         | ↓                              | ↓                                        | 真鶴駅                                           | 真鶴駅（神輿に続く）                       | 真鶴駅（西囃子連に続く）                   | 真鶴駅                   |
| 14：10         | ↓                              | ↓                                        | 小田原百貨店「御旅所発輿式」                     | 小田原百貨店（神輿に続く）                 | 小田原百貨店（西囃子連に続く）             | ↓                        |
| 14：20         | ↓                              | ↓                                        | 大ヶ窪「御旅所発輿式」                           | 大ヶ窪（神輿に続く）                       | 大ヶ窪（西囃子連に続く）                   | ↓                        |
| 14：30         | 真鶴町役場                     | 真鶴町役場「鹿島踊り奉納」14：30～14：55 | 真鶴町役場「御旅所発輿式」                       | 真鶴町役場（神輿に続く）                   | 真鶴町役場（西囃子連に続く）               | ↓                        |
| 15：00         | ↓                              | ↓                                        | 斎藤商店「御旅所発輿式」                         | ↓                                          | ↓                                          | ↓                        |
| 15：20         | ↓                              | ↓                                        | 肉の石川「御旅所発輿式」                         | ↓                                          | ↓                                          | ↓                        |
| 15：30         | ↓                              | ↓                                        | 西村組「御旅所発輿式」                           | ↓                                          | ↓                                          | 小田原百貨店             |
| 15：50         | 真鶴分署前「合流」             | 真鶴分署前「合流」（花山車に続く）       | 真鶴分署前「合流」（鹿島連に続く）               | 真鶴分署前「合流」（神輿に続く）           | 真鶴分署前「合流」（西囃子連に続く）       | (囃子連に続く)           |
| 16：10         | まなづる小学校下               | まなづる小学校下（花山車に続く）         | まなづる小学校下「御旅所発輿式」（鹿島連に続く） | まなづる小学校下（神輿に続く）             | まなづる小学校下（西囃子連に続く）         | (囃子連に続く)           |
| 16：20         | 魚伝                           | 魚伝（花山車に続く）                     | 魚伝「御旅所発輿式」（鹿島連に続く）             | 魚伝（神輿に続く）                         | 魚伝（西囃子連に続く）                     | ↓                        |
| 16：25         | ↓                              | ↓                                        | 大店（おおだな）「御旅所発輿式」                 | 大店（神輿に続く）                         | 大店（西囃子連に続く）                     | 大店                     |
| 16：30         | ↓                              | 仮殿                                     | 大店「御霊移し」※                                | 大店（神輿に続く）                         | 大店（西囃子連に続く）                     | 大店                     |
| 16：45         | 仮殿「着納」                   | ↓                                        | 大店                                             | 大店（神輿に続く）                         | 大店（西囃子連に続く）                     | (囃子連に続く)           |
| 16：55         | ↓                              | ↓                                        | 西天神「御旅所発輿式」                           | 西天神（神輿に続く）                       | 西天神（西囃子連に続く）                   | (囃子連に続く)           |
| 17：15         | ↓                              | ↓                                        | 大正庵駐車場「御旅所発輿式」                     | 大正庵駐車場（神輿に続く）                 | 大正庵駐車場（西囃子連に続く）             | (囃子連に続く)           |
| 17：30         | ↓                              | ↓                                        | 八幡神社「御旅所発輿式」                         | 八幡神社（神輿に続く）                     | 八幡神社（西囃子連に続く）                 | (囃子連に続く)           |
| 18：05         | ↓                              | ↓                                        | 船揚場「みそぎ」                                 | 仮殿                                       | 仮殿（西囃子連に続く）                     | (神輿の入御前に解散）    |
| 18：40         | ↓                              | ↓                                        | 仮殿「入御」                                     | ↓                                          | ↓                                          | ー                       |
| 18：50         | ↓                              | 仮殿「鹿島踊り奉納」18：50～19：40       | ↓                                                | ↓                                          | ↓                                          | ー                       |
| （乗船）       | 櫂伝馬                         | 神輿船                                   | 神輿船                                           | 西囃子船                                   | 東囃子船                                   | ー                       |
| 19：40～20：10 | 「海上渡御」宮本出航～宮前到着 | 「海上渡御」宮本出航～宮前到着           | 「海上渡御」宮本出航～宮前到着                   | 「海上渡御」宮本出航～宮前到着             | 「海上渡御」宮本出航～宮前到着             | ー                       |
| （降船）       | 櫂伝馬                         | 鹿島連                                   | 神輿                                             | 西囃子船                                   | 東囃子船                                   | ー                       |
| 20：30         | ー                             | 貴船神社「鹿島踊り奉納」20：30～21：10   | 貴船神社「還御」                                 | ↓                                          | ↓                                          | ー                       |
| （乗船）       | ー                             | ー                                       | ー                                               | 西囃子船                                   | 東囃子船                                   | ー                       |
| 21：10         | ー                             | ↓                                        | ー                                               | 「昇殿」宮前出航～宮本到着                 | 「昇殿」宮前出航～宮本到着                 | ー                       |
| （降船）       | ー                             | ー                                       | ー                                               | 西囃子船                                   | 東囃子船                                   | ー                       |
| 21：20         | ー                             | 津島神社「鹿島踊り奉納」21：20～22：00   | ー                                               | ー                                         | ー                                         | ー                       |

## 口上
貴船まつりにおいては舳乗り迎え及び献幣使奉迎などにおける口上が古来から定められている。
| 時期       | 行事                                           | 担当                   | 口上 |
| ---------- | ---------------------------------------------- | ---------------------- | --- |
| 祭り執行前 | 鹿島踊り練習開始                               | 本部長もしくは副本部長 | 鹿島連の練習開始にあたり、貴船まつり推進本部よりご挨拶申し上げます。本日は練習ご苦労様です。また、連日の準備等お疲れ様でございます。本年も貴船まつりを盛大に執り行いたいと存じます。引き続きまして、皆様のご尽力を賜りますようどうぞよろしくお願い申し上げます。 |
| 〃         | 〃                                             | 鹿島連代表者           | よろしくお願い申し上げます。 |
| 〃         | 花山車組立検分                                 | 本部長もしくは副本部長 | 検分にあたり、貴船まつり推進本部よりご挨拶申し上げます。本日は組立ご苦労様です。また、連日の準備等お疲れ様でございます。本年も貴船まつりを盛大に執り行いたいと存じます。引き続きまして、皆様のご尽力を賜りますようどうぞよろしくお願い申し上げます。             |
| 〃         | 〃                                             | 花山車代表者           | よろしくお願い申し上げます。 |
| 〃         | 神輿組立検分                                   | 本部長もしくは副本部長 | 検分にあたり、貴船まつり推進本部よりご挨拶申し上げます。本日は組立ご苦労様です。また、連日の準備等お疲れ様でございます。本年も貴船まつりを盛大に執り行いたいと存じます。引き続きまして、皆様のご尽力を賜りますようどうぞよろしくお願い申し上げます。             |
| 〃         | 〃                                             | 神輿代表者             | よろしくお願い申し上げます。 |
| 〃         | 東西舳乗り衣装届け(舳乗り宅)                   | 本部役員(２名以上)     | この度は、大役ご苦労様です。舳乗りの衣装一揃え持参いたしました。よろしくご受納ください。宵宮の水浮けの時間は、10時30分（50分）の予定です。よろしくお願い申し上げます。                                                                                           |
| 〃         | 〃                                             | 舳乗り                 | よろしくお願い申し上げます。 |
| 揃い前日   | 役員への揃いの通知                             | 本部長もしくは副本部長 | 貴船まつり推進本部よりご案内申し上げます。明日26日午後6時30分より石場町の津島神社にて揃いの式を行います。お迎えに参りますので、午後6時頃までにお支度をお願い申し上げます。                                                                                       |
| 揃い       | 保存会役員宅への迎え                           | 本部役員(2名以上)      | 貴船まつり推進本部よりお迎えに参りました。お支度がよろしければご案内申し上げます。 |
| 〃         | 鹿島連の迎え                                   | 本部役員(津島神社付添) | 本日はお日柄もよく結構なお祭り日でございます。津島神社での揃いの準備万端相整いましたので、神社代表ともどもお迎えに参りました。代表の方どうぞ。 |
| 〃         | 〃                                             | 津島神社世話人         | 石場津島神社、天王祭の準備が出来ましたのでよろしくお願い申し上げます。 |
| 〃         | 〃                                             | 本部役員(鹿島連付添)   | お使いご苦労様です。鹿島の準備が出来ましたら出発致します。鹿島連のご挨拶どうぞ。 |
| 〃         | 〃                                             | 鹿島連代表者           | 本日はお暑い中をお出迎えご苦労様です。鹿島の準備が出来ましたので、只今より出発いたしますのでよろしくお願い申し上げます。 |
| 〃         | 「揃い」(保存会幹部へ挨拶)                     | 本部長(役員数名を随行) | 只今より、鹿島と囃子の揃いを行いますので、よろしくご検視をお願いいたします。 |
| 〃         | 東囃子連検視(保存会幹部を案内)                 | 本部長                 | 東の囃子連中です。支部長○○○○以下△名です。 |
| 〃         | 西囃子連検視(保存会幹部を案内)                 | 本部長                 | 西の囃子連中です。支部長△△△△以下○名です。 |
| 宵宮       | 東西舳乗り迎え（舳乗り宅）                     | 本部役員(3名)          | 貴船まつり推進本部よりお迎えに参りました。お取次ぎをお願いいたします。 |
| 〃         | 〃                                             | 舳乗りの家内           | 本日はお暑い中をお出迎えご苦労様です。どうぞお上がりください。 |
| 〃         | 〃                                             | 本部役員               | 本日はお日柄もよく結構なお祭り日でございます。祭典の準備万端相整いましたので、お迎えに参りました。お支度がよろしければご案内申し上げます。 |
| 〃         | 〃                                             | 舳乗り                 | 本日はお暑い中をお出迎えくださいましてありがとうございます。まずは一献おきよめで寛いでください。（※この間、おきよめの授与あり。） |
| 〃         | 〃                                             | 本部役員               | そろそろ時間ですのでご案内いたします。 |
| 〃         | 西小早船水浮け                                 | 本部長                 | 只今より貴宮丸の水浮けを執り行います。よろしくお願い申し上げます。 |
| 〃         | 東小早船水浮け                                 | 本部長                 | 只今より東明丸の水浮けを執り行います。よろしくお願い申し上げます。 |
| 〃         | 献幣使奉迎                                     | 本部長(3名以上随行)    | 本日はお日柄もよく結構なお祭り日でございます。祭典の準備万端相整いましたので、お迎えに参りました。お支度がよろしければご案内申し上げます。 |
| 〃         | 出航・斎主迎え(神社中段)                       | 本部役員(2名以上)      | 貴船まつり推進本部よりお迎えに参りました。よろしくお願い申し上げます。 |
| 〃         | 宵宮行事終了挨拶(宮本にて斎主、保存会役員へ)   | 本部長                 | おかげさまで宵宮の祭典無事に終了いたしました。ありがとうございました。 |
| 当日       | ええちがい                                     | 鹿島連代表者           | 本日はお日柄もよろしく、大変よいお祭り日でございます。四辻、四辻で鹿島踊りを踊りますので、よろしくご検分のほどお願い申し上げます。 |
| 〃         | 〃                                             | 花山車代表者           | お先のご挨拶、恐縮に存じます。当方も四辻、四辻で花山車を振りますので、よろしくご検分のほどお願い申し上げます。 |
| 〃         | 還御・斎主迎え(宮本にて斎主へ)                 | 本部長(役員数名を随行) | 大変にお待たせいたしました。準備が出来ましたので、ご案内申し上げます。 |
| 〃         | 終了挨拶(社務所にて斎主へ)                     | 本部長(役員数名を随行) | お陰様で式典すべて終了いたしました。ありがとうございました。 |
| 〃         | 終了挨拶(津島神社にて保存会役員・鹿島連役員へ) | 本部長(役員数名を随行) | お陰様にて本年度貴船まつりすべての行事恙無く終了いたしました。ありがとうございました。 |

## 担い手不足への対応
真鶴町の人口は、1万人を超えた1970年頃をピークに減少傾向が続き、令和6年（2024年）7月1日現在、6,637人。平成29年（2017年）4月には神奈川県内で初の「過疎地域」に指定されている。貴船まつりにおいても、過疎化の影響は避けられず、特に平日開催時において、まつりの運営に携わる人員の確保が難しくなる等、深刻な「担い手不足」に直面していた。このことから次の対策を実施している。
・曜日固定制への変更
令和4年（2022年）7月12日に実施した貴船まつり推進本部及び各部各保存会会議において、令和5年（2023年）のまつりより、開催日を従来の「7月27日及び28日（曜日問わず）」から「7月最終土曜日及びその前日」へ変更することを決定。
・事前説明会の実施による担い手の確保
令和6年（2024年）6月には「担い手」の確保を目的に、事前説明会を初めて実施。この説明会に移住者を中心に約80名が出席し、小早船の組立・飾りつけには9名の移住者が協力、まつりの各部門へも移住者が参加。従来からの住民だけでなく移住者もまつりを支える存在となっている。

## テレビ放送
- 貴船まつり 神輿が海を渡る壮大なまつり　‐　NHK 2010年制作[42]
- ダイドーグループ 日本の祭り 真鶴'貴船まつり'　‐　テレビ神奈川（tvk）2011年制作、TwellV及びTOKYO MXでも放送。[43]
- 猫のひたいほどワイド 真鶴伝統の祭礼！貴船まつりに潜入！（真鶴町）　‐　テレビ神奈川（tvk）2024年制作[44]
- かながわを語ろう～Town Loves You～ かながわを語ろう 日本三大船祭 貴船まつりの魅力を語ろう　‐　J:COM（神奈川県内のサービスエリア（東京都町田市・稲城市を含む））2024年制作[45]